# Liste der Biografien/Rin
Liste der Biografien |
Portal Biografien |
Personensuche
# |
A |
B |
C |
D |
E |
F |
G |
H |
I |
J |
K |
L |
M |
N |
O |
P |
Q |
R |
S |
T |
U |
V |
W |
X |
Y |
Z |
?
 
Ra |
Rb |
Rd |
Re |
Rh |
Ri |
Rj |
Rk |
Rl |
Rm |
Rn |
Ro |
Rr |
Rs |
Rt |
Ru |
Rv |
Rw |
Rx |
Ry |
Rz
 
Ria |
Rib |
Ric |
Rid |
Rie |
Rif |
Rig |
Rih |
Rii |
Rij |
Rik |
Ril |
Rim |
Rin |
Rio |
Rip |
Riq |
Rir |
Ris |
Rit |
Riu |
Riv |
Riw |
Rix |
Riy |
Riz
Die Liste der Biografien führt alle Personen auf, die in der deutschsprachigen Wikipedia einen Artikel haben. Dieses ist eine Teilliste mit 582 Einträgen von Personen, deren Namen mit den Buchstaben „Rin“ beginnt.

## Rin
- RIN (* 1994), kroatischer RapperRIN (* 1994)

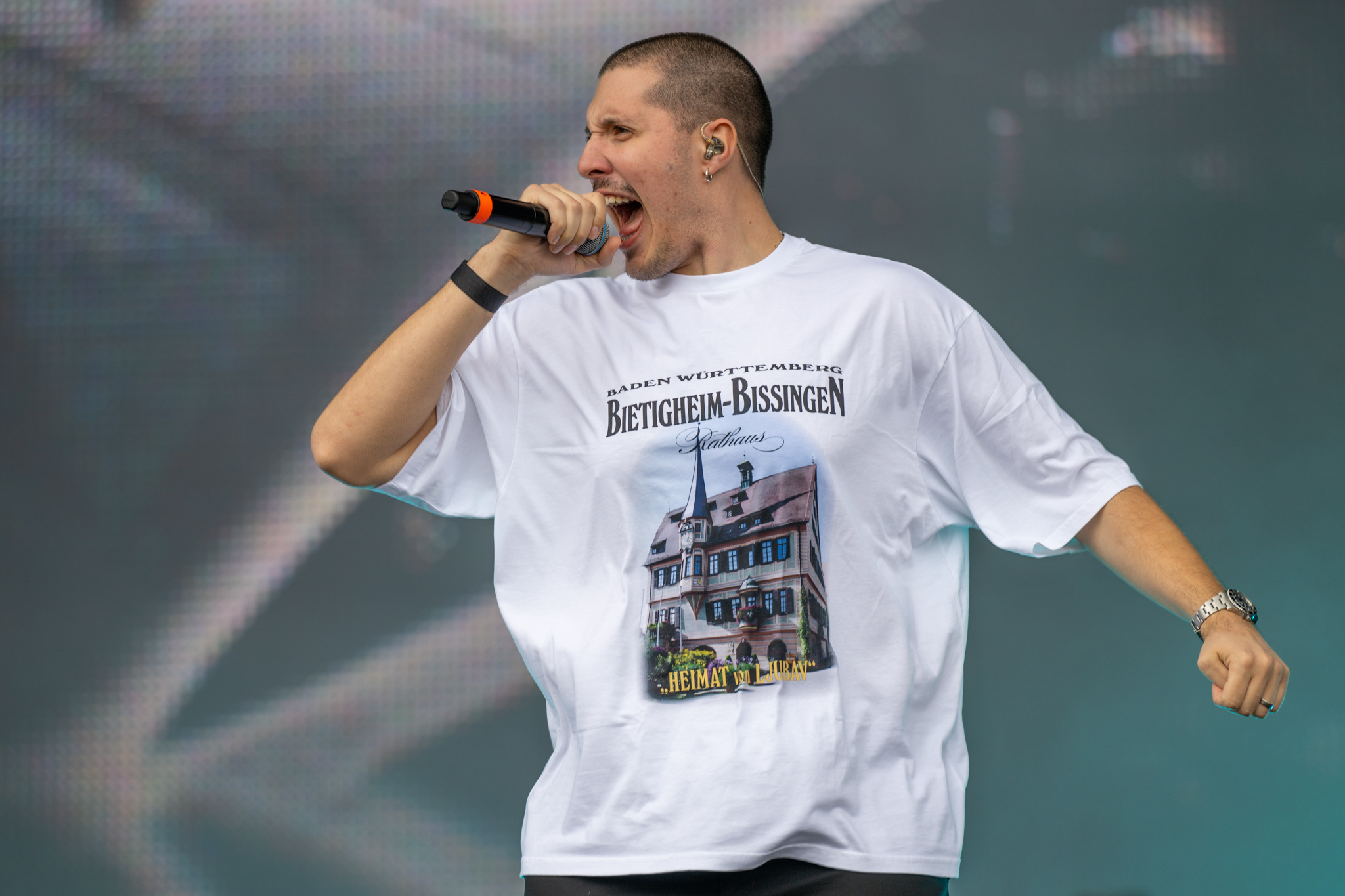
RIN (* 1994)

- Rin, Kaiho (* 1942), taiwanischer Go-Spieler
- Rin, Renate Da (* 1962), deutsche Journalistin, Autorin und Verlegerin

### Rina
- Rina (* 2000), deutsche Sängerin
- Rina, Ali al- (* 2004), syrischer Fußballspieler
- Rina, Ita (1907–1979), jugoslawische Schauspielerin
- Rina, Lin (* 1987), deutsche Schriftstellerin und Illustratorin
- Rinaker, John I. (1830–1915), US-amerikanischer Politiker
- Rinaldi, Alessandro (* 1987), italienischer Grasskiläufer
- Rinaldi, Angelo (1940–2025), französischer Journalist, Schriftsteller und Mitglied der Académie française
- Rinaldi, Antonio (1709–1794), italienischer Architekt und Innenarchitekt
- Rinaldi, August (1883–1962), deutsch-US-amerikanischer Filmarchitekt, Maler und Erfinder
- Rinaldi, Celeste (1902–1977), italienischer Ägyptologe und Architekt
- Rinaldi, Claudio (* 1987), italienischer Shorttracker
- Rinaldi, Danilo (* 1986), san-marinesischer Fußballspieler
- Rinaldi, Fabio (* 1973), italienischer Marathonläufer
- Rinaldi, Gaspard (1909–1978), französischer Radsportler
- Rinaldi, Gérard (1943–2012), französischer Komiker, Chansonsänger und Schauspieler
- Rinaldi, Gilmar (* 1959), brasilianischer Fußballspieler
- Rinaldi, Giulio (1935–2011), italienischer Boxer
- Rinaldi, Giuseppe (1919–2007), italienischer Schauspieler und Synchronsprecher
- Rinaldi, Lautaro (* 1993), argentinischer Fußballspieler
- Rinaldi, Melanie (* 1979), kanadische Wasserspringerin
- Rinaldi, Niccolò (* 1962), italienischer Politiker (Italia dei Valori), MdEP
- Rinaldi, Philipp (1856–1931), italienischer Ordensgeistlicher, Generaloberer der Salesianer Don Boscos
- Rinaldi, Renzo (1941–2004), italienischer Schauspieler
- Rinaldi, Riccardo (1945–2006), deutscher Comiczeichner und Illustrator
- Rinaldi, Salvatore Giovanni (* 1937), italienischer Geistlicher und emeritierter Bischof von Acerra
- Rinaldi, Susana (* 1935), argentinische Schauspielerin und TangosängerinSusana Rinaldi (* 1935)

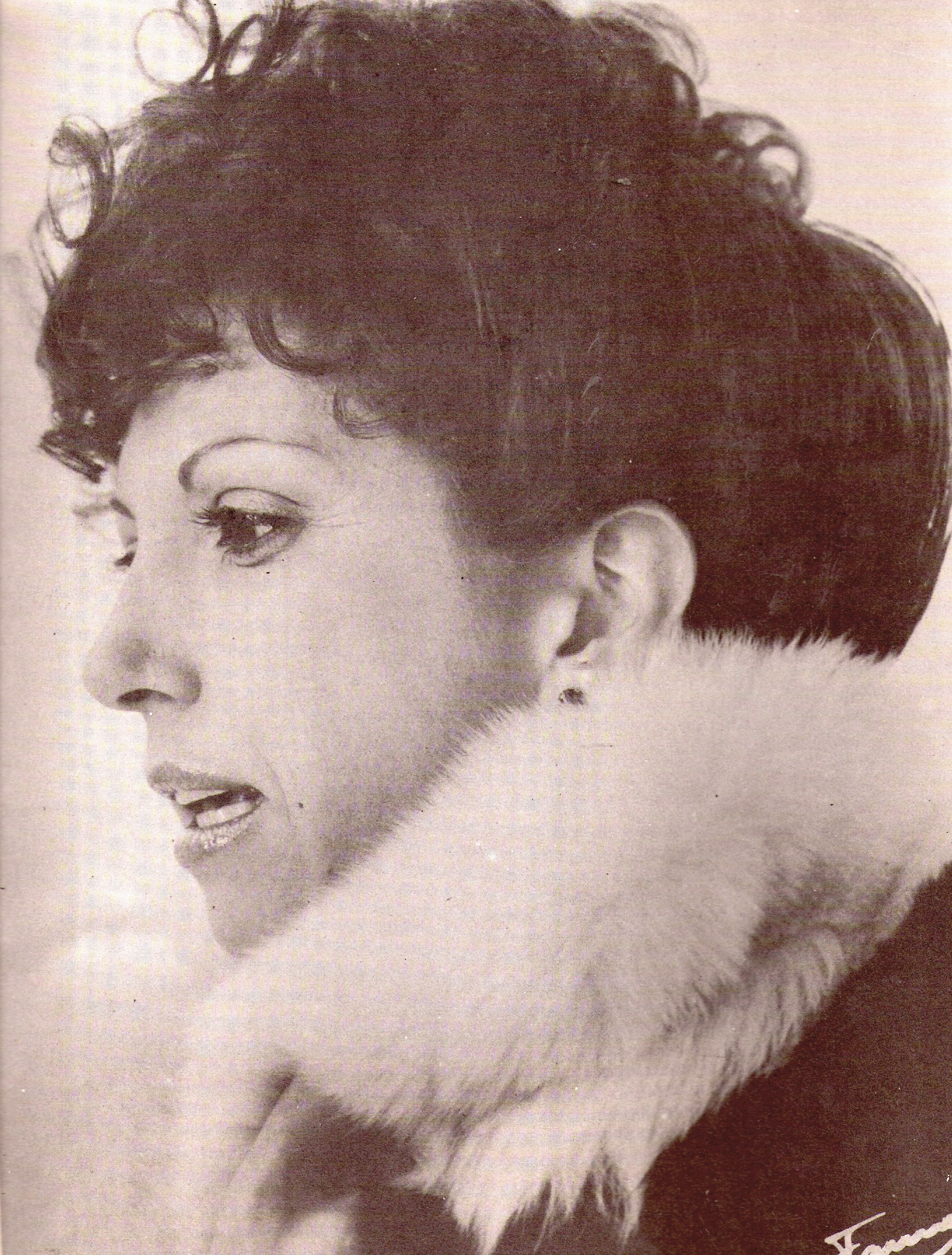
Susana Rinaldi (* 1935)

- Rinaldi, Tommaso (* 1991), italienischer Wasserspringer
- Rinaldini, Aristide (1844–1920), italienischer Geistlicher; Kardinal der römisch-katholischen Kirche
- Rinaldini, Crescênzio (1925–2011), italienischer Geistlicher, römisch-katholischer Bischof von Araçuaí
- Rinaldini, Joseph (1893–1977), österreichischer Komponist und Musikschriftsteller
- Rinaldo da Concorezzo († 1321), römisch-katholischer Erzbischof, Seliger
- Rinaldo di Capua, italienischer Komponist der Vorklassik
- Rinaldo Persson, Kajsa (* 1997), schwedische Tennisspielerin
- Rinaldo, Andrea (* 1954), italienischer Ingenieur und Hydrologe
- Rinaldo, Matthew John (1931–2008), US-amerikanischer Politiker
- Rinaldo, Zac (* 1990), kanadischer Eishockeyspieler
- Rinalducci, Simone († 1322), Augustinermönch und Seliger
- Rinas, Bernd-Udo (* 1961), deutscher Sozialpädagoge und Hochschullehrer an der FH Potsdam
- Rinas, Karsten (* 1969), deutscher Sprachwissenschaftler
- Rinas, Otto (1925–2011), deutscher Wirtschaftswissenschaftler
- Rinaß, Werner (1939–2024), deutscher Fußballspieler
- Rinast, Rachel (* 1991), schweizerisch-deutsche FußballspielerinRachel Rinast (* 1991)

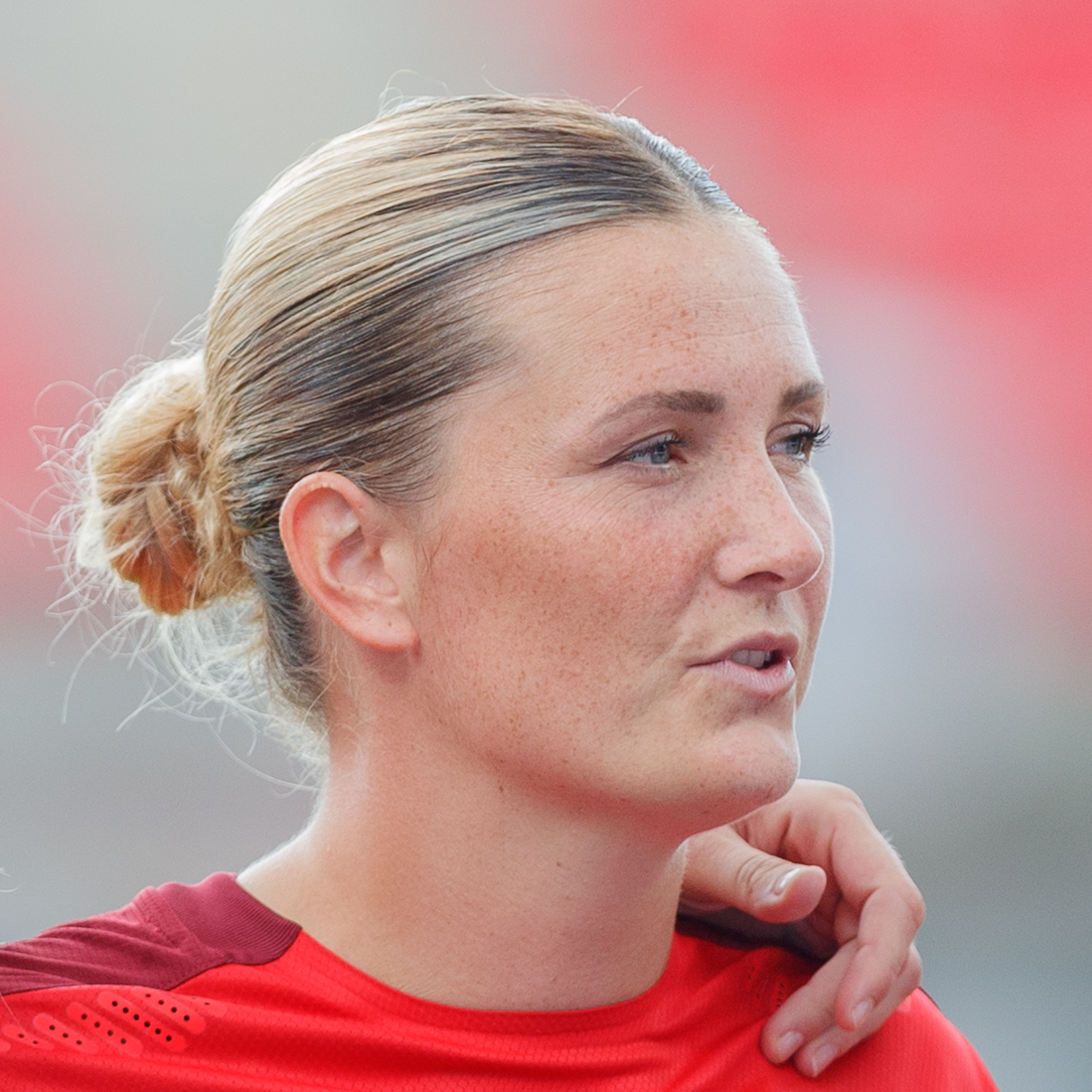
Rachel Rinast (* 1991)

- Rinaudo, Leandro (* 1983), italienischer Fußballspieler
- Rinaudo, Tony (* 1957), australischer AgrarwissenschaftlerTony Rinaudo (* 1957)

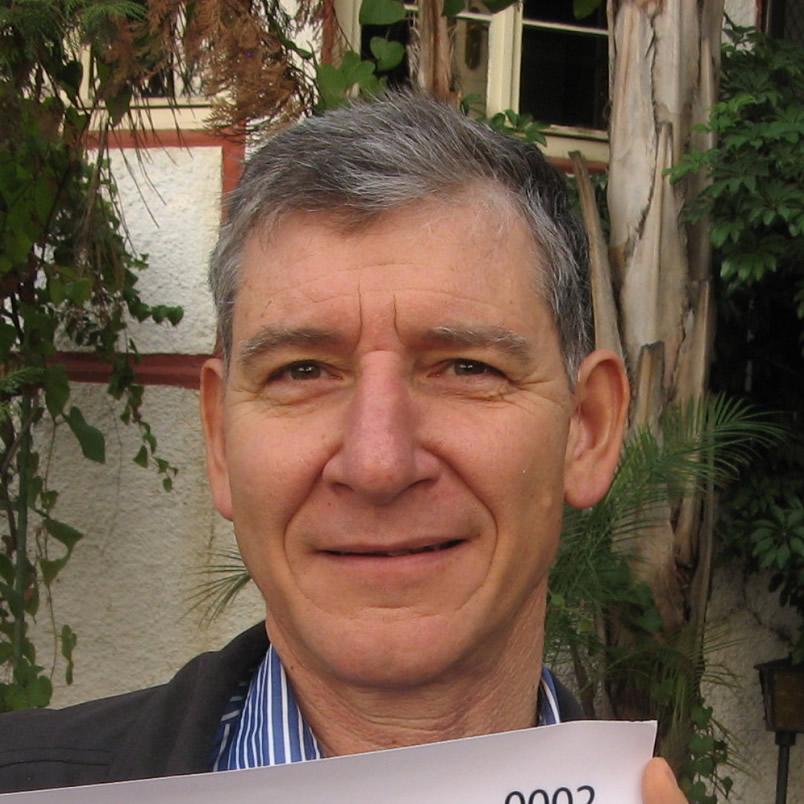
Tony Rinaudo (* 1957)

- Rinawie Zoabi, Ghaida (* 1972), israelische Politikerin (Meretz)

### Rinb
- Rinberger, Sabine (* 1966), deutsche Historikerin und Museumsdirektorin

### Rinc
- Rinchen Gyeltshen (1238–1279), Kaiserlicher Lehrer (dishi)
- Rinchen Gyeltshen (1257–1305), Kaiserlicher Lehrer (dishi)
- Rinchen Sangpo (958–1055), Geistlicher des tibetischen Buddhismus und Übersetzer buddhistischer Schriften
- Rinchen Trashi, tibetischer, kaiserlicher Lehrer (dishi)
- Rinchindorji (* 1936), mongolischer chinesischer Mongolist
- Rinck von Baldenstein, Franz Christoph (1641–1707), deutscher Bischof und Weihbischof in Eichstätt
- Rinck von Baldenstein, Ignaz Balthasar (1721–1807), letzter Großprior des deutschen Großpriorats der Malteser und Fürst von Heitersheim
- Rinck von Baldenstein, Josef Wilhelm (1704–1762), Fürstbischof von Basel
- Rinck von Baldenstein, Wilhelm (1566–1628), Bischof von Basel
- Rinck von Baldenstein, Wilhelm Jakob (1624–1705), Fürstbischof von Basel
- Rinck von Starck, Adalbert (1865–1916), hessischer Kreisrat
- Rinck von Starck, Julius (1825–1910), deutscher Politiker und Präsident des Gesamtministeriums des Großherzogtums Hessen und bei Rhein
- Rinck von Starck, Karl (1796–1875), Landtagsabgeordneter Großherzogtum Hessen
- Rinck von Wildenberg, Georg Karl (1794–1860), Schweizer Politiker
- Rinck, Christian Heinrich (1770–1846), deutscher Komponist des Biedermeier
- Rinck, Frank (* 1986), deutscher Politiker (AfD), MdB
- Rinck, Friedrich Theodor (1770–1811), deutscher evangelischer Theologe, Philosoph und Hochschullehrer
- Rinck, Gerd (1910–2007), deutscher Jurist und Politiker (CDU)
- Rinck, Hans-Justus (1918–1995), deutscher Richter des Bundesverfassungsgerichts
- Rinck, Henri (1870–1952), französischer Schachkomponist und Endspieltheoretiker
- Rinck, Jan (* 1976), deutscher Basketballspieler
- Rinck, Johann († 1464), Ratsherr und Kaufmann im Köln des Spätmittelalters
- Rinck, Melchior, deutscher Theologe und Humanist, Täuferführer während der Reformation
- Rinck, Monika (* 1969), deutsche SchriftstellerinMonika Rinck (* 1969)

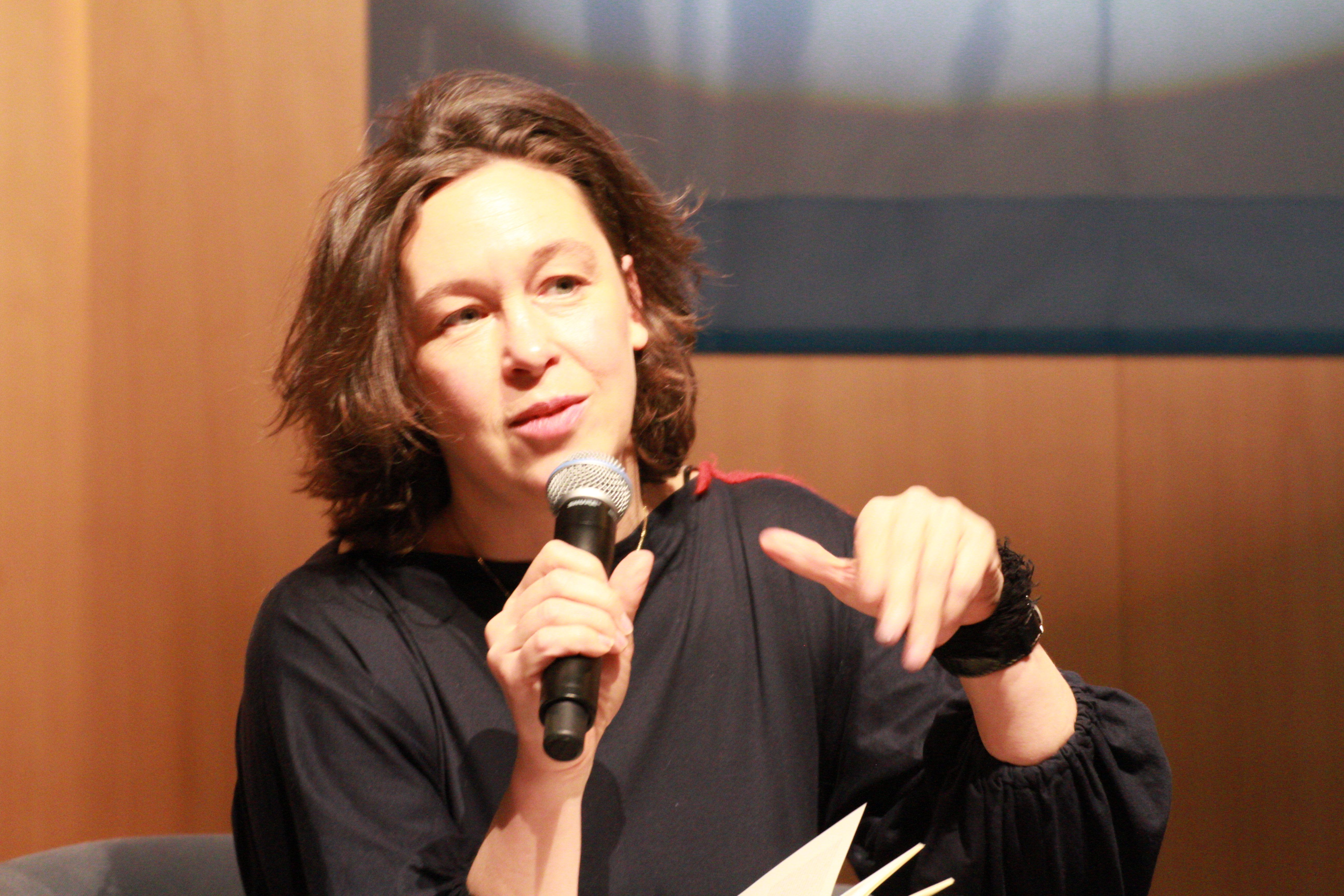
Monika Rinck (* 1969)

- Rinck, Peter (1429–1501), Jurist und Rektor im Köln des Spätmittelalters
- Rinck, Reichart, landgräflich-hessischer Rat und Verwaltungsbeamter
- Rinck, Stefan (* 1958), deutscher Manager
- Rinck, Stefan (* 1973), deutscher Bildhauer
- Rinck, Ursula (* 1969), deutsche Juristin
- Rinckart, Martin (1586–1649), deutscher Dichter, protestantischer Theologe und Kirchenmusiker
- Rincker, Philipp (1795–1868), Glockengießer nassauischer Politiker
- Rincklake, August (1843–1915), deutscher Architekt des Historismus und Hochschullehrer sowie Erfinder
- Rincklake, Johann Christoph (1764–1813), romantischer Porträt- und Genremaler
- Rincklake, Wilhelm (1851–1927), deutscher Architekt
- Rinckleben, Paul (1841–1906), deutscher Bildhauer und Kupfertreiber
- Rincón Bonilla, José (1915–1984), venezolanischer Geistlicher, römisch-katholischer Weihbischof in Caracas
- Rincón de Gautier, Felisa (1897–1994), puerto-ricanische Politikerin
- Rincón Rojas, Alvaro Efrén (* 1933), kolumbianischer römisch-katholischer Ordensgeistlicher, emeritierter Apostolischer Vikar von Puerto Carreño
- Rincón, Carlos (1937–2018), kolumbianischer Literaturwissenschaftler und Kulturtheoretiker
- Rincón, Daniel (* 1975), kolumbianischer Straßenradrennfahrer
- Rincón, Daniel (* 2003), spanischer Tennisspieler
- Rincón, Freddy (1966–2022), kolumbianischer Fußballspieler und -trainerFreddy Rincón (1966–2022)

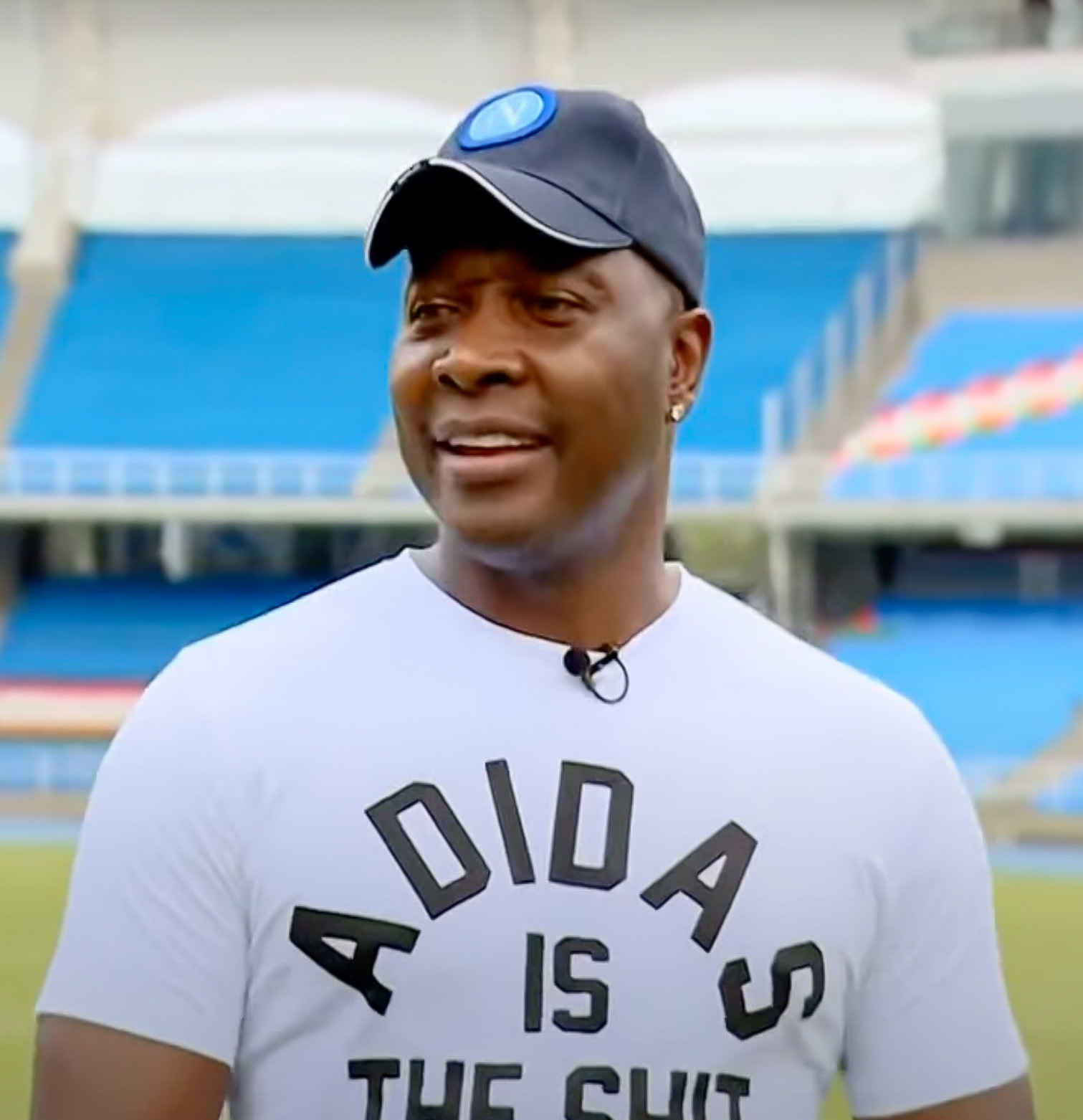
Freddy Rincón (1966–2022)

- Rincón, Gustavo (* 1938), kolumbianischer Radrennfahrer
- Rincón, Hernán, kolumbianischer Geschäftsmann
- Rincón, Oliverio (* 1968), kolumbianischer Straßenradsportler
- Rincón, Poli (* 1957), spanischer Fußballspieler
- Rincón, Tomás (* 1988), venezolanischer Fußballspieler
- Rincón, Ximena (* 1967), chilenische Politikerin und Juristin
- Rincón, Yoreli (* 1993), kolumbianische Fußballspielerin

### Rind
- Rind, Hermann (* 1939), deutscher Politiker (FDP), MdB
- Rind, Johann Christian (1726–1797), deutscher Kaufmann und Stifter
- Rind, Michael (* 1959), deutscher Prähistoriker
- Rind, Stephan (* 1967), deutscher Manager und Unternehmer
- Rindberger, Roman (* 1973), österreichischer Trompeter und HochschullehrerRoman Rindberger (* 1973)

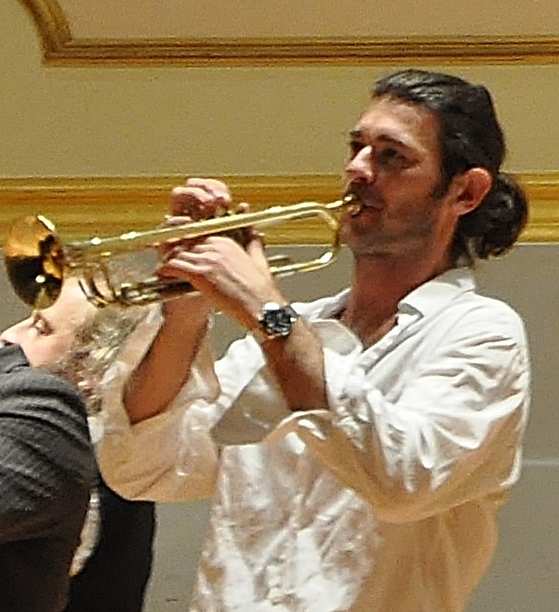
Roman Rindberger (* 1973)

- Rindenschwender, Anton (1725–1803), Unternehmer, Schultheiß von Gaggenau und Pionier der Industrialisierung
- Rinder, Friedl (1905–2001), deutsche Schachspielerin
- Rinder, Gerd (1935–2022), deutscher Schachspieler und Softwareentwickler
- Rinderer, Ludwig (1876–1941), österreichischer Politiker
- Rinderer, Maya (* 1996), österreichische Autorin und Lyrikerin
- Rinderknech, Arthur (* 1995), französischer TennisspielerArthur Rinderknech (* 1995)

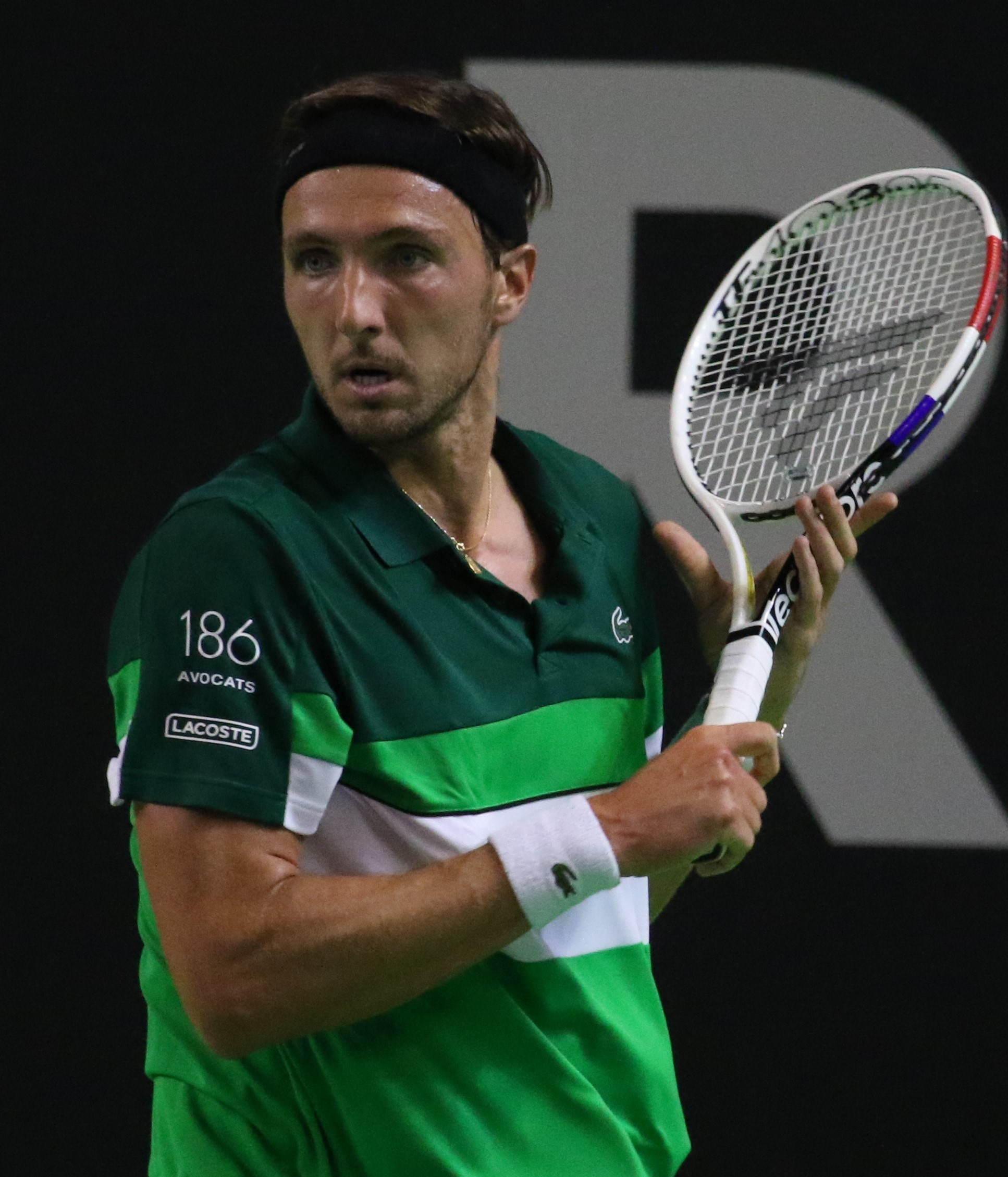
Arthur Rinderknech (* 1995)

- Rinderknecht, Andrés (* 1977), uruguayischer Wirbeltierpaläontologe
- Rinderknecht, Christine (* 1954), Schweizer Schriftstellerin
- Rinderknecht, Dominique (* 1989), Schweizer Schönheitskönigin
- Rinderknecht, Frank M. (* 1955), Schweizer Automobildesigner und Gründer des Unternehmens Rinspeed AG
- Rinderknecht, Martin (* 1972), deutscher Fotograf und Designer
- Rinderknecht, Nico (* 1997), deutscher Fußballspieler
- Rinderknecht, Roger (* 1981), Schweizer BMX- und Mountainbikefahrer
- Rinderknecht, Thedy (* 1958), Schweizer Radrennfahrer
- Rinderle, Julia Teresa (* 1990), deutsche Pianistin
- Rinderle, Thaddäus (1748–1824), deutscher Mathematiker, Astronom, Benediktiner und Priester
- Rindermann, Heiner (* 1966), deutscher Psychologe, Hochschullehrer und Intelligenzforscher
- Rinderspacher, Alfred (1936–2024), deutscher Fagottist
- Rinderspacher, Ernst (1879–1949), Schweizer Glasmaler
- Rinderspacher, Fritz (1909–1998), deutscher Pädagoge und Politiker (SPD), MdB
- Rinderspacher, Jürgen P. (* 1948), deutscher Sozialwissenschaftler, Zeitforscher und Publizist
- Rinderspacher, Markus (* 1969), deutscher Politiker (SPD), MdLMarkus Rinderspacher (* 1969)

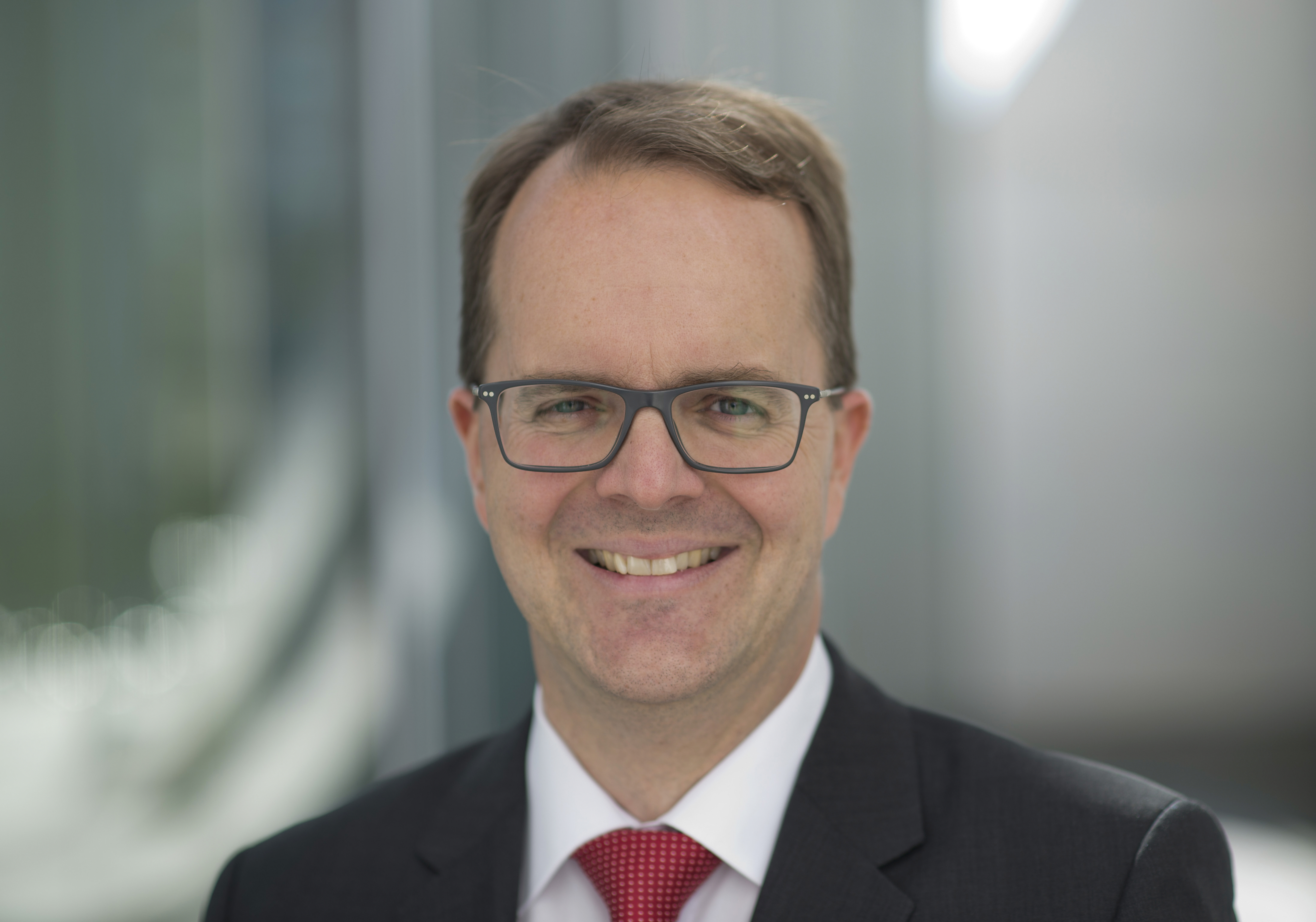
Markus Rinderspacher (* 1969)

- Rindfleisch, Andrew (* 1963), US-amerikanischer Komponist, Dirigent und Musikpädagoge
- Rindfleisch, Eduard von (1836–1908), deutscher Pathologe
- Rindfleisch, Franz (1929–2016), deutscher Künstler, Kunstpädagoge und Universitätsprofessor
- Rindfleisch, Georg Heinrich (1834–1883), preußischer Leutnant, Unterstaatssekretär
- Rindfleisch, Heinrich (1916–1969), deutscher Arzt und SS-Offizier
- Rindfleisch, Wolfgang (* 1954), deutscher Hörspielregisseur
- Rindisbacher, Peter (1806–1834), Schweizer Maler und Zeichner
- Rindje, Irene (* 1956), deutsche Schauspielerin
- Rindl, Peter (1915–1982), österreichischer Journalist
- Rindler, Giovanni (* 1958), italienischer Bildhauer
- Rindler, Harald (* 1948), österreichischer Mathematiker und Hochschulprofessor
- Rindler, Jürgen (* 1986), österreichischer Fußballtorwart
- Rindler, Wolfgang (1924–2019), US-amerikanischer Physiker österreichischer Herkunft
- Rindlisbacher, Corinna (* 1983), deutsche Schriftstellerin
- Rindlisbacher, René (* 1963), Schweizer Moderator, Komiker und Kabarettist
- Rindō, Makoto (* 1989), japanischer Fußballspieler
- Rindom, Anne-Marie (* 1991), dänische Seglerin
- Rindom, Erik (1882–1955), dänischer Schriftsteller, Autor und Journalist
- Rindom, Jessie (1903–1981), dänische Schauspielerin
- Rindom, Svend (1884–1960), dänischer Schauspieler und Drehbuchautor
- Rindsfüßer, Josef (1864–1927), deutscher Architekt
- Rindt, Eugen (1907–1979), deutscher Politiker (CSU), MdL Bayern
- Rindt, Jochen (1942–1970), deutscher AutomobilrennfahrerJochen Rindt (1942–1970)

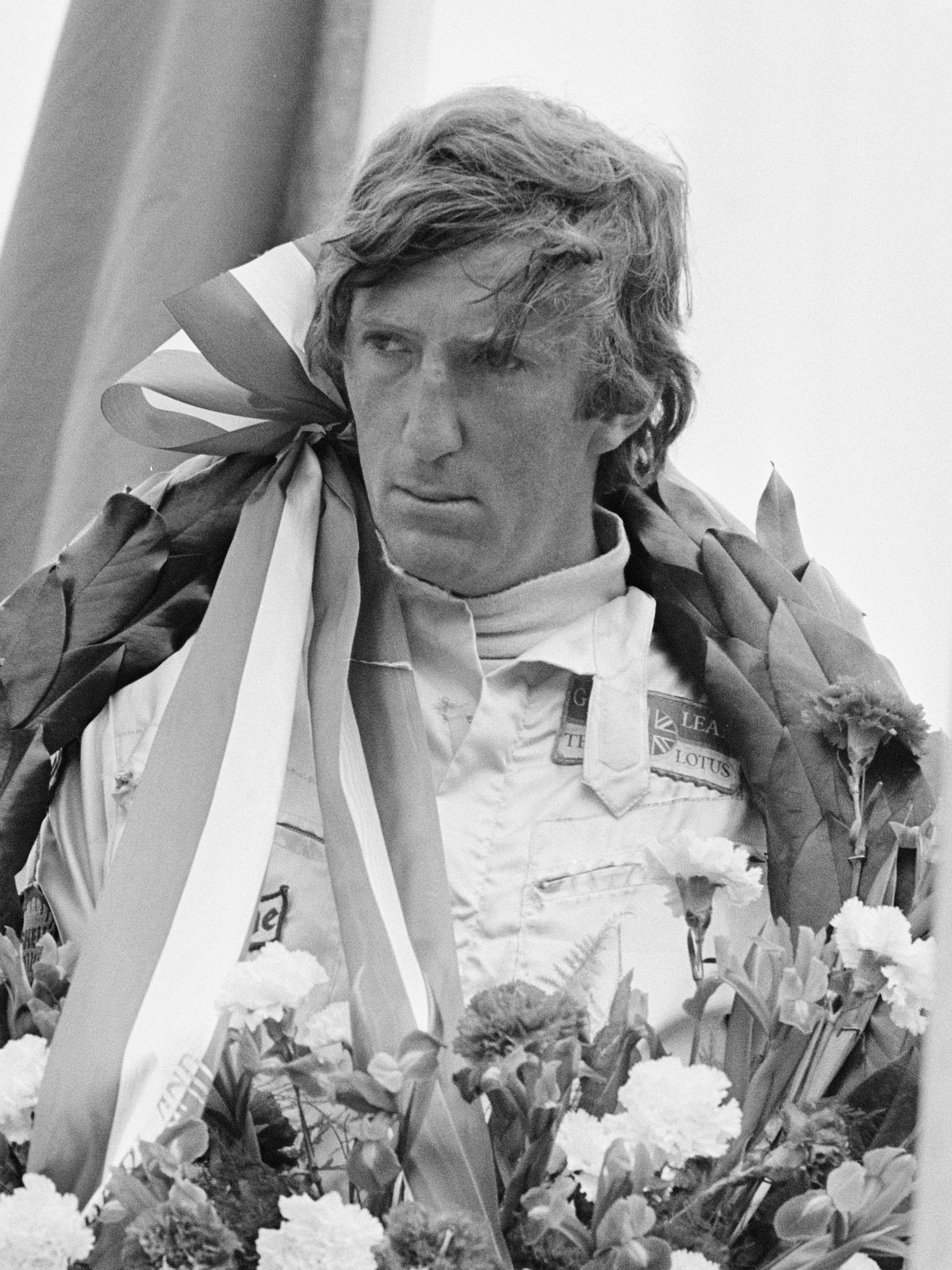
Jochen Rindt (1942–1970)

- Rindt, Johann Christian (1672–1744), hessischer Orgelbauer
- Rindt, Markus (* 1967), deutscher Musiker
- Rindt, Otto (1906–1994), deutscher Landschaftsarchitekt
- Rindtorf, Friedrich Christoph Christian von (1699–1745), preußischer Generalmajor

### Rine
- Rinecker, Franz von (1811–1883), deutscher Mediziner
- Rinecker, Heinrich Gallus von (1773–1852), bayerischer Jurist und Landtagsabgeordneter
- Rinecker, Theresa (* 1964), deutsche evangelische Theologin
- Rinecker, Wolfgang (1931–1982), deutscher Schriftsteller
- Rinehart, Buck (1946–2015), US-amerikanischer Politiker
- Rinehart, Gina (* 1954), australische UnternehmerinGina Rinehart (* 1954)

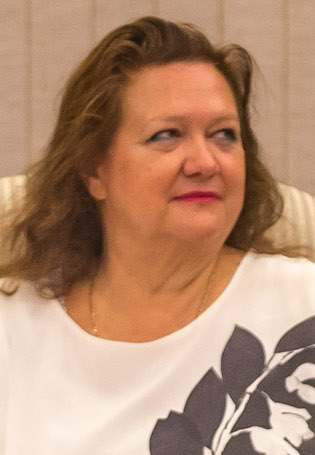
Gina Rinehart (* 1954)

- Rinehart, William Henry (1825–1874), amerikanischer Bildhauer
- Riner, Alessia (* 2004), Schweizer Handballspielerin
- Riner, Christoph (* 1977), Schweizer Politiker (SVP)
- Riner, Fabienne (* 1991), Schweizer Unihockeyspielerin
- Riner, Nicole (* 1990), Schweizer Tennisspielerin
- Riner, Teddy (* 1989), französischer Judoka
- Rinero, Christophe (* 1973), französischer Radrennfahrer
- Rinesberch, Gerd († 1406), deutscher Vikar und Chronist
- Rinesch, Alex (* 1955), österreichischer Künstler, Maler, Cartoonist. Digital Photoart, Skulpturen, Objekte und Installationen
- Riney, Hal (1932–2008), US-amerikanischer Werbetexter, Art Director, Regisseur in der Werbebranche und oscarnominierter Filmproduzent

### Rinf
- Rinfret, Édouard (1905–1994), kanadischer Politiker (Liberale Partei Kanadas) und Richter
- Rinfret, Fernand (1883–1939), kanadischer Journalist, Autor und Politiker (Liberale Partei)
- Rinfret, Thibaudeau (1879–1962), kanadischer Richter, Vorsitzender des Obersten Gerichtshofes

### Ring
- Ring, Alexander (* 1991), finnischer FußballspielerAlexander Ring (* 1991)

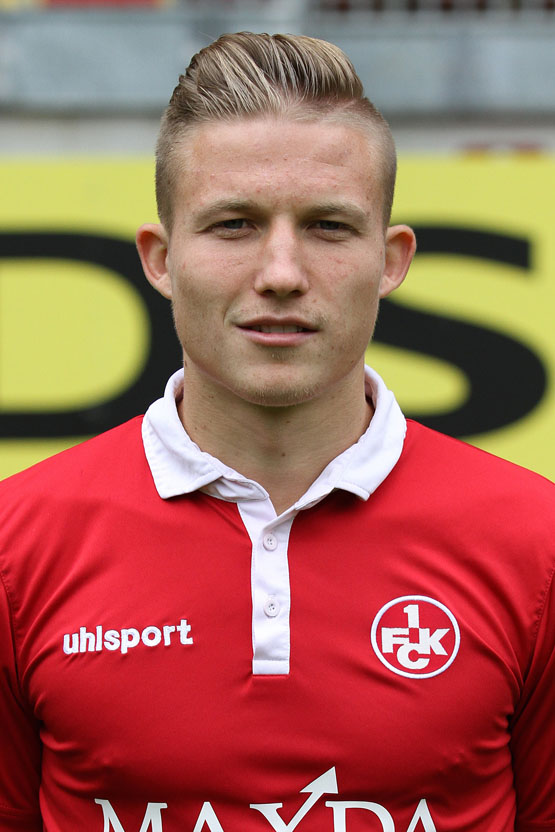
Alexander Ring (* 1991)

- Ring, Barbra (1870–1955), norwegische Schriftstellerin, Literaturkritikerin
- Ring, Christian (* 1973), deutscher Grasskiläufer
- Ring, Cyril (1892–1967), US-amerikanischer Schauspieler
- Ring, Diana (* 1949), niederländische Sängerin
- Ring, Diane M., US-amerikanische Juristin
- Ring, E. D. (* 1888), US-amerikanischer Soldat, Lehrer, Schulleiter und Politiker (Demokratische Partei)
- Ring, Edgar (* 1955), deutscher Prähistoriker und Hochschullehrer
- Ring, Erik (* 2002), schwedischer Fußballspieler
- Ring, Ernst (1921–1984), deutscher Rennfahrer und Politiker
- Ring, Franz (* 1944), deutscher Diplomat
- Ring, Friedrich (1915–1964), deutscher Militärärzt, Chefarzt der Seestreitkräfte der NVA, NDPD-Funktionär
- Ring, Gerhard (* 1957), deutscher Jurist und Hochschullehrer (TU Bergakademie Freiberg)
- Ring, Grete (1887–1952), deutsche Kunsthistorikerin und Kunsthändlerin
- Ring, György (* 1981), ungarischer Fußballschiedsrichterassistent
- Ring, Hartmut (* 1946), deutscher Mathematiker
- Ring, Horst (* 1939), deutscher Maler und Grafiker
- Ring, Irene (* 1961), deutsche Umweltökonomin
- Ring, Jewgeni (* 1987), russischer Jazzmusiker
- Ring, Johann Nepomuk (1772–1814), deutscher römisch-katholischer Priester und Subregens
- Ring, Johannes (* 1945), deutscher Dermatologe und Allergologe
- Ring, Jonathan (* 1991), schwedischer Fußballspieler
- Ring, Klaus (* 1934), deutscher Mikrobiologe
- Ring, Kurt (* 1948), deutscher Leichtathletiktrainer
- Ring, Lauritz Andersen (1854–1933), dänischer Figuren-, Genre-, Landschafts-, Bildnismaler, Zeichner und Keramiker
- Ring, Lothar (1882–1974), österreichischer Journalist und Schriftsteller
- Ring, Ludwig (1929–2005), saarländischer Grafiker und Zeichner
- Ring, Matthias (* 1963), deutscher Alt-Katholischer Bischof
- Ring, Max (1817–1901), deutscher Schriftsteller
- Ring, Maximilien de (1799–1873), deutsch-französischer Archäologe, Landschaftsmaler und Zeichner
- Ring, Michael (* 1953), irischer Politiker (Fine Gael)
- Ring, Nial, irischer Politiker
- Ring, Ole (1902–1972), dänischer Maler
- Ring, Oswald (1935–2023), deutscher Jurist und Medienmanager, Programmdirektor des ZDF
- Ring, Peter (* 1941), deutscher Kernphysiker
- Ring, Pieter de († 1660), niederländischer Maler
- Ring, Reinhard (* 1948), deutscher Rhythmikprofessor
- Ring, Richard (1938–2018), kaadnischer Jazzmusiker
- Ring, Susanne (* 1966), deutsche Malerin und Bildhauerin
- Ring, Thomas (1892–1983), deutscher Maler, Dichter und Astrologe
- Ring, Thomas (* 1961), deutscher Polizeibeamter
- Ring, Thomas Gerhard (1936–2009), deutscher römisch-katholischer Theologe
- Ring, Walter (1892–1954), deutscher Historiker und Archivar
- Ring, Wolf-Dieter (* 1941), deutscher Medienpolitiker
- Ring-Eifel, Ludwig (* 1960), deutscher Journalist, Chefredakteur der Katholischen Nachrichten-Agentur
- Ringadoo, Veerasamy (1920–2000), mauritischer Präsident
- Ringat, Knut (* 1960), deutscher Verkehrsingenieur
- Ringbom, Nils-Eric (1907–1988), finnischer Musikwissenschaftler und Komponist
- Ringborg, Patrik (* 1965), schwedischer Dirigent
- Ringe, Carl (1807–1860), Landtagsabgeordneter Waldeck
- Ringe, Christoph Gottfried (1713–1797), deutscher Maler und Graphiker
- Ringe, Donald (* 1954), amerikanischer Linguist und Indogermanist
- Ringe, Ivo (* 1951), deutscher Maler und KünstlerIvo Ringe (* 1951)

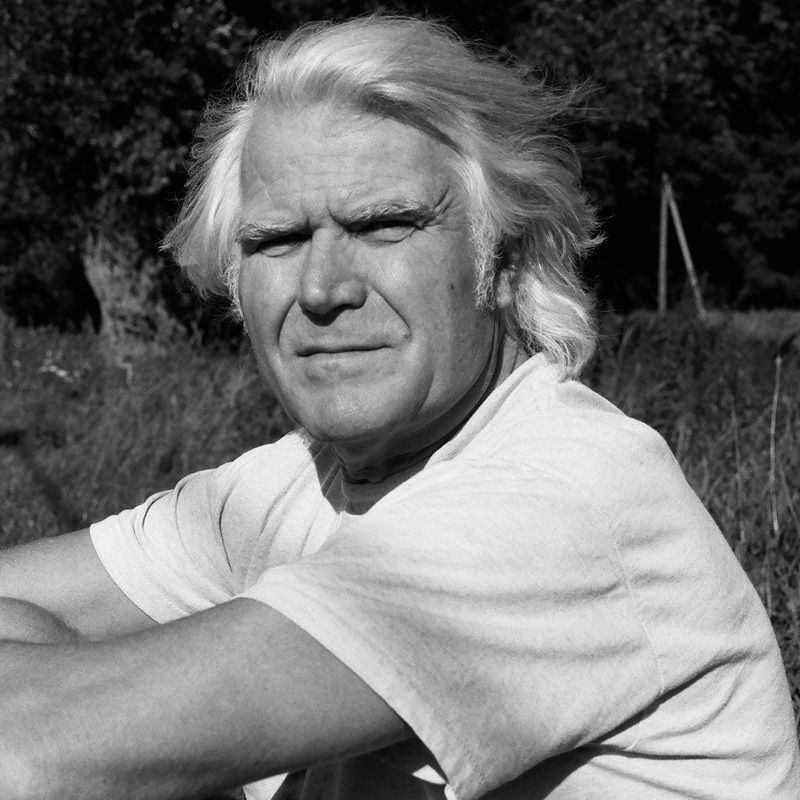
Ivo Ringe (* 1951)

- Ringe, Wolf-Georg (* 1976), deutscher Rechtswissenschaftler
- Ringe, Wolfgang (1943–2018), deutscher Diplomat
- Ringeisen, Dominikus (1835–1904), deutscher katholischer Theologe und Begründer der Ursberger Anstalt
- Ringeisen, Max (1863–1945), Schweizer Dirigent und Komponist
- Ringeissen, Bernard (1934–2025), französischer Pianist
- Ringel, Claus Michael (* 1945), deutscher Mathematiker
- Ringel, Erwin (1921–1994), österreichischer Tiefenpsychologe und Neurologe
- Ringel, Ethan (* 1994), US-amerikanischer Automobilrennfahrer
- Ringel, Franz (1940–2011), österreichischer Maler
- Ringel, Gerhard (1919–2008), deutscher Mathematiker
- Ringel, Gian-Piero (* 1976), deutscher Filmproduzent
- Ringel, Guido (* 1968), deutscher Sportreporter und Hörfunk- sowie Fernsehmoderator
- Ringel, Joachim (* 1942), deutscher Fußballspieler
- Ringel, Johannes (* 1941), deutscher Bankmanager
- Ringel, Julius (1889–1967), österreichischer General der Gebirgstruppe im Zweiten WeltkriegJulius Ringel (1889–1967)

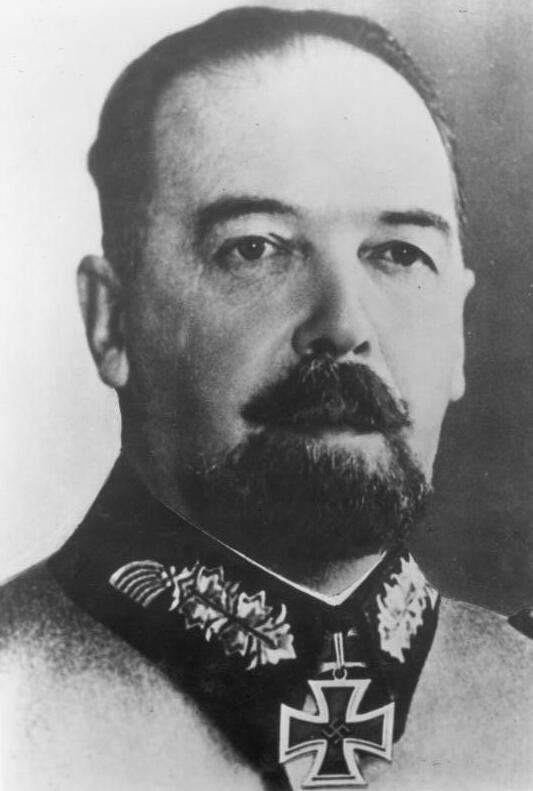
Julius Ringel (1889–1967)

- Ringel, Karl (1932–2024), deutscher Fußballspieler
- Ringel, Marco (* 1977), deutscher Autor
- Ringel, Max (1907–1992), deutscher Jurist österreichischer Herkunft und Landrat des Landkreises Bitburg und des luxemburgischen Landkreises Diekirch
- Ringel, Michael (* 1961), deutscher Journalist und Autor
- Ringel, Sebastian (* 1976), deutscher Autor
- Ringel, Walter (1888–1947), deutscher Jurist, Amtshauptmann und Landrat
- Ringelband, Wilhelm (1921–1981), deutscher Theaterkritiker
- Ringelberg, Cora (1964–2025), niederländische Tänzerin und Choreografin
- Ringelbergh, Joachim Sterck van, flämischer Universalgelehrter, Humanist, Mathematiker, Astrologe
- Ringelblum, Emanuel (* 1900), polnischer Historiker, legte im Warschauer Ghetto das Untergrundarchiv Oneg Szabat an
- Ringelhahn, Oliver (* 1969), österreichischer Opern-, Operetten-, Lied- und Oratoriensänger (Tenor)
- Ringelhan, Heinz (1923–1980), deutscher Wirtschaftswissenschaftler und Hochschullehrer
- Ringelhardt, Friedrich Sebald (1785–1855), deutscher Schauspieler, Theaterregisseur und Theaterdirektor
- Ringelhardt, Therese (1817–1892), deutsche Theaterschauspielerin
- Ringeling, Brigitte (1921–1994), deutsche Keramikerin
- Ringeling, Gerhard (1887–1951), deutscher Schriftsteller
- Ringeling, Hermann (1928–2014), deutscher evangelischer Ethiker
- Ringelmann, Carl Joseph (1776–1854), Chirurg, Zahnarzt
- Ringelmann, Friedrich von (1803–1870), deutscher Jurist und Politiker
- Ringelmann, Helmut (1926–2011), deutscher Schauspieler und FilmproduzentHelmut Ringelmann (1926–2011)

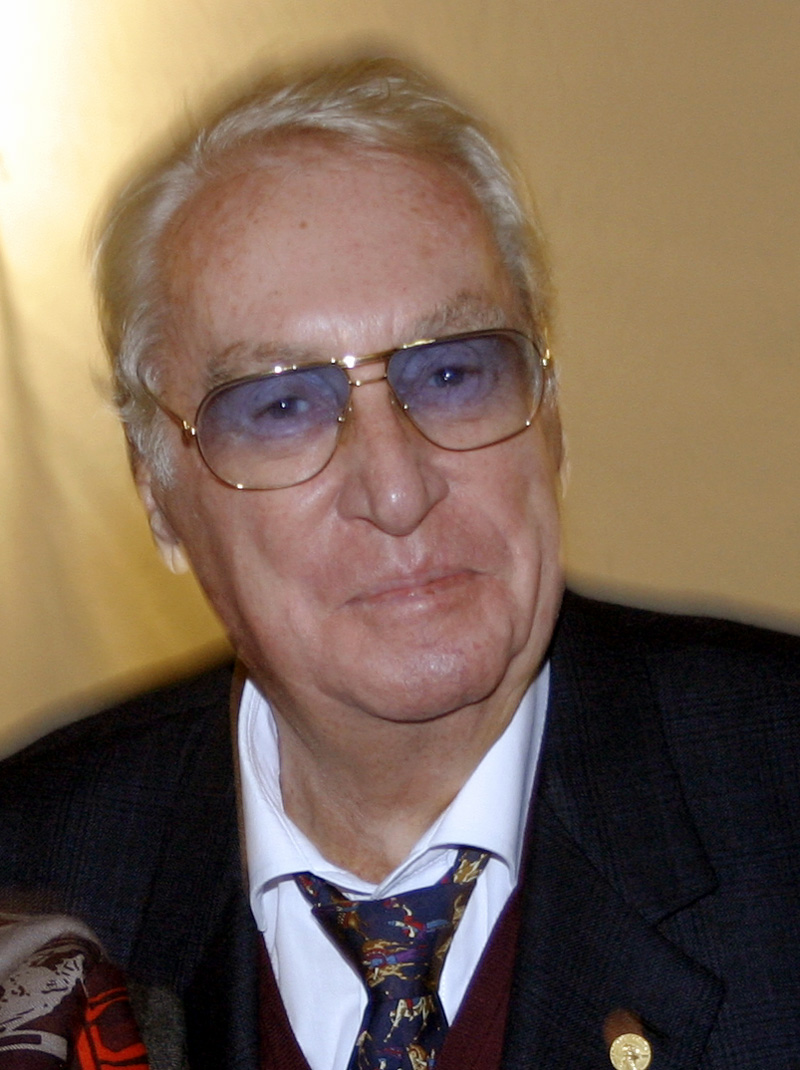
Helmut Ringelmann (1926–2011)

- Ringelmann, Max (1868–1917), deutscher Politiker
- Ringelmann, Richard (1889–1965), deutscher Ministerialbeamter in der bayerischen Finanzverwaltung und Staatssekretär
- Ringelnatz, Joachim (1883–1934), deutscher Schriftsteller, Kabarettist und MalerJoachim Ringelnatz (1883–1934)

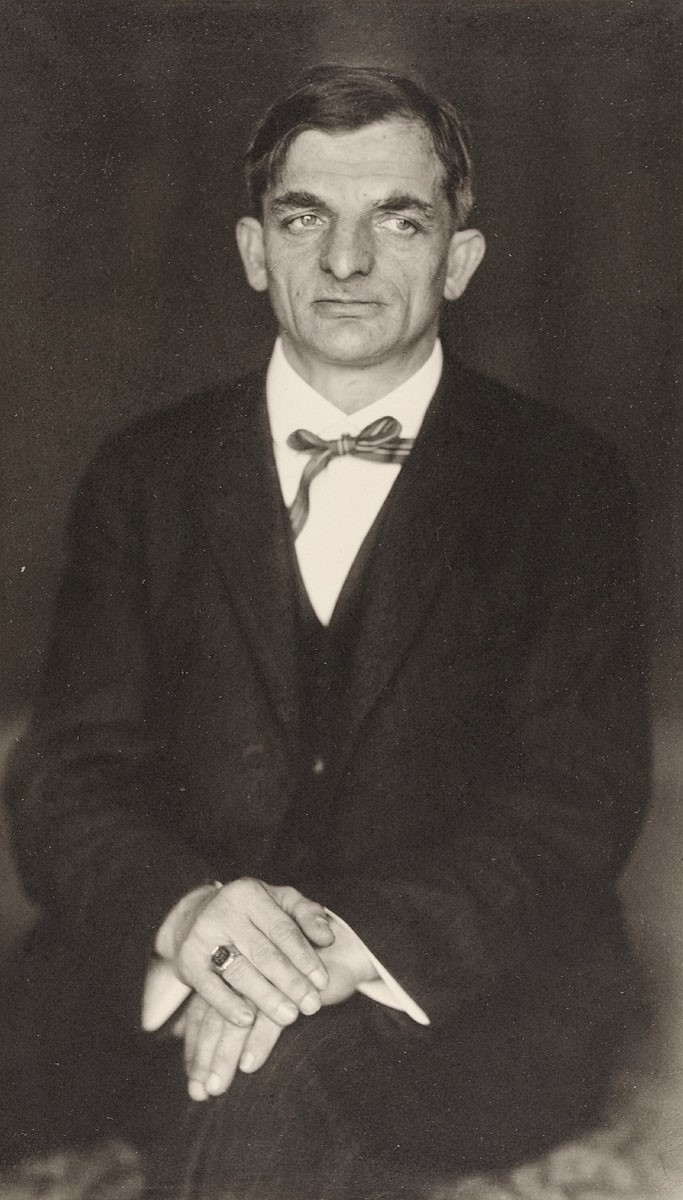
Joachim Ringelnatz (1883–1934)

- Ringelnatz, Muschelkalk (1898–1977), deutsche Übersetzerin und Ehefrau von Joachim Ringelnatz
- Ringels, Norbert (* 1956), deutscher Fußballspieler
- Ringelsheim, Josef von (1820–1893), österreichischer General
- Ringeltaube, Gottlieb (1732–1824), lutherischer Theologe und Generalsuperintendent in Pommern
- Ringen, Ada (* 1989), norwegische Biathletin
- Ringen, Elise (* 1989), norwegische Biathletin
- Ringen, Sondre (* 1996), norwegischer Skispringer
- Ringenberg, Georg (1926–2009), deutscher Manager und Verbandsfunktionär
- Ringer, Alexander L. (1921–2002), deutsch-amerikanischer Musikwissenschaftler und Hochschullehrer
- Ringer, Catherine (* 1957), französische Schauspielerin, Tänzerin und Singer-Songwriterin
- Ringer, Christina (* 1974), deutsche Journalistin, Moderatorin und Kommunalpolitikerin
- Ringer, Claus (* 1943), deutscher Schauspieler und Synchronsprecher
- Ringer, Erhard (1960–2019), österreichischer Grafik-Designer
- Ringer, Fritz K. (1934–2006), US-amerikanischer Historiker deutscher Herkunft
- Ringer, Herbert (1905–1988), deutscher Vorsitzender der jüdischen Landesgemeinde Thüringen
- Ringer, Judith (* 1967), österreichische Politikerin (ÖVP), Mitglied des Bundesrates
- Ringer, Noah (* 1996), US-amerikanischer Schauspieler
- Ringer, Richard (* 1989), deutscher LeichtathletRichard Ringer (* 1989)

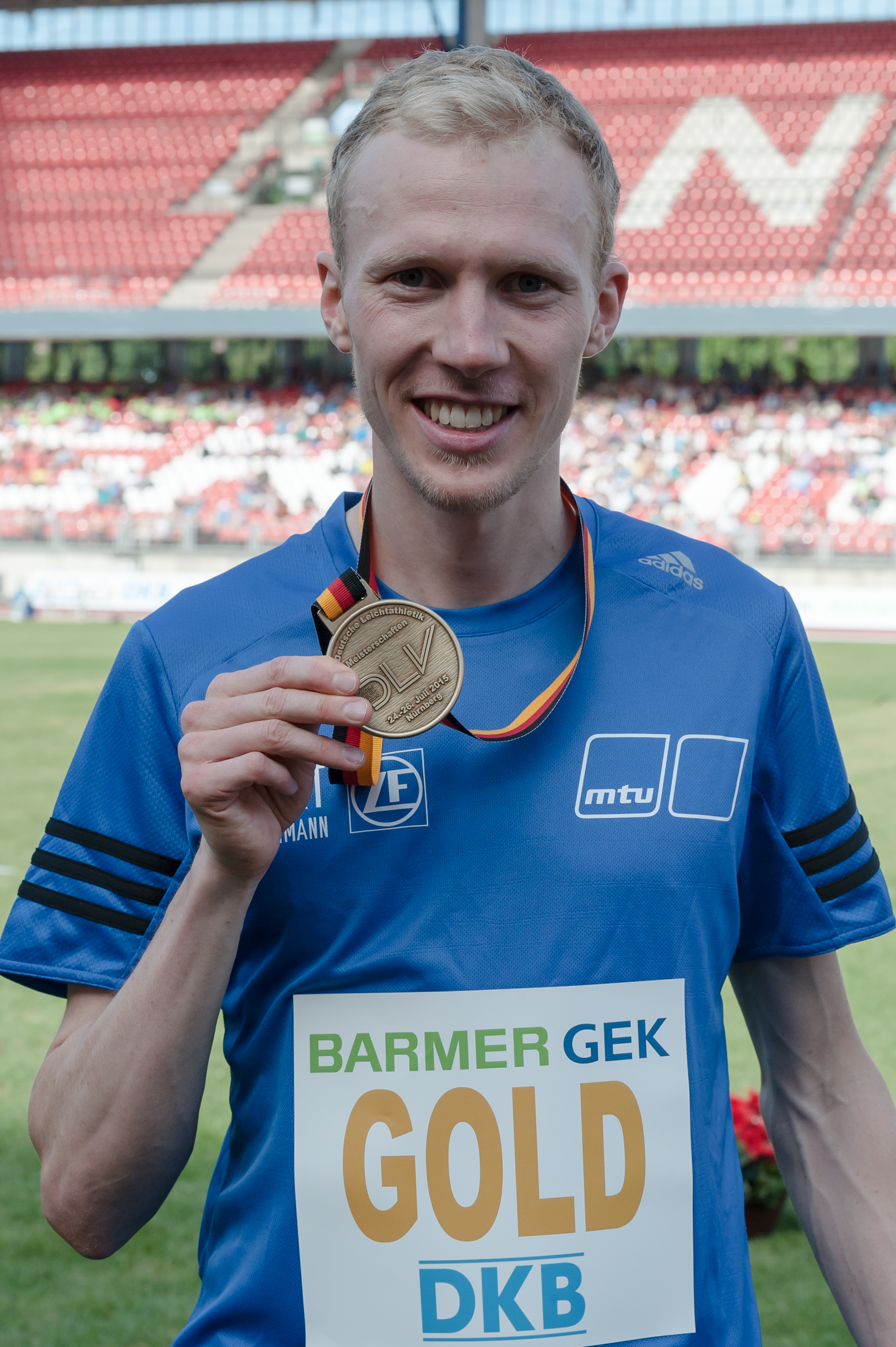
Richard Ringer (* 1989)

- Ringer, Sydney (1835–1910), britischer Arzt, Physiologe und Pharmakologe
- Ringer, Wilhelm Eduard (1874–1953), niederländischer physiologischer Chemiker und Hochschullehrer
- Ringerink, Heinrich († 1629), deutscher Bildhauer
- Ringers, Johan (1885–1965), niederländischer Politiker und Wirtschaftsmanager
- Ringert, Rolf-Hermann (* 1945), deutscher Urologe
- Ringeval, Augustin (1882–1967), französischer Radrennfahrer
- Ringgenberg, Fritz (1891–1977), Schweizer Bankangestellter und Bühnenautor in Mundart
- Ringger, Art (* 1946), Schweizer Fotomonteur, Satiriker und Illustrator
- Ringger, Beat (* 1955), Schweizer Autor
- Ringger, David (1860–1930), Schweizer Jurist und Politiker
- Ringger, Kurt (1934–1988), Schweizer Romanist und Literaturwissenschaftler
- Ringger, Rolf Urs (1935–2019), Schweizer Komponist und Publizist
- Ringger, Rudolf (1841–1908), Schweizer Maler, Stahlstecher und Lehrer
- Ringgold, Faith (1930–2024), US-amerikanische Künstlerin und Autorin
- Ringgold, Samuel (1770–1829), US-amerikanischer Politiker
- Ringguth, Ron (* 1966), deutscher SportkommentatorRon Ringguth (* 1966)

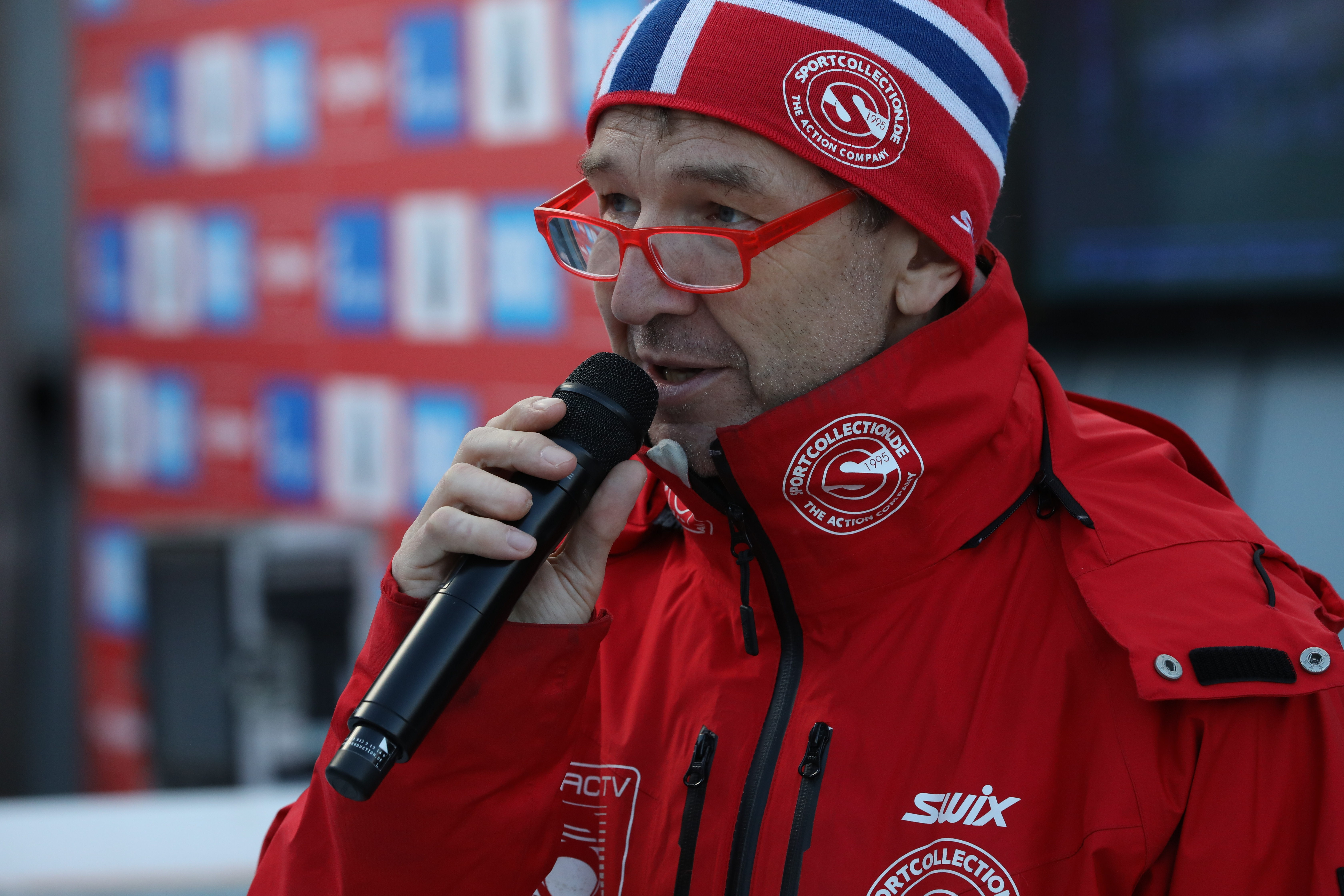
Ron Ringguth (* 1966)

- Ringguth, Wolf-Dieter (* 1958), deutscher Politiker (CDU)
- Ringhandt, Max (1877–1965), deutscher Maler
- Ringhandt, Siegfried (1906–1991), deutscher evangelischer Pfarrer, Superintendent
- Ringheim, Arvid (1880–1941), dänischer Schauspieler
- Ringheim, Gudrun (1915–1971), dänische Schauspielerin
- Ringheim, Jo Kogstad (* 1991), norwegischer Radrennfahrer
- Ringheim, Lise (1926–1994), dänische Schauspielerin
- Ringheim, Viking (1880–1954), dänischer Schauspieler
- Ringhofer, Andreas (* 1970), österreichischer Skibergsteiger
- Ringhofer, Kurt (1926–1993), österreichischer Jurist und Universitätsprofessor, Vizepräsident des Verfassungsgerichtshofs
- Ringhoffer, Emanuel I. von (1823–1903), böhmischer Bauingenieur
- Ringhoffer, Franz (1744–1827), österreichischer Erfinder und Fabrikant
- Ringhoffer, Franz von (1844–1909), österreichischer Großindustrieller und Großgrundbesitzer
- Ringhoffer, Hans (* 1885), deutscher Großindustrieller
- Ringholm, Bosse (* 1942), schwedischer Politiker
- Ringholt, Stuart (* 1971), australischer Performance- und Videokünstler
- Ringier, Annette (1944–2020), Schweizer Verlegerin, Journalistin
- Ringier, Arnold (1845–1923), Schweizer Politiker
- Ringier, Ellen (1951–2025), Schweizer Mäzenin und Verlegerin
- Ringier, Gottlieb (1837–1929), Schweizer Politiker und Bundeskanzler
- Ringier, Johann Heinrich († 1745), Schweizer Theologe
- Ringier, Johann Rudolf (1797–1879), Schweizer Politiker
- Ringier, Karl Ludwig (1808–1875), Schweizer Staatsschreiber und Politiker
- Ringier, Martha (1874–1967), Schweizer Schriftstellerin
- Ringier, Michael (* 1949), Schweizer VerlegerMichael Ringier (* 1949)

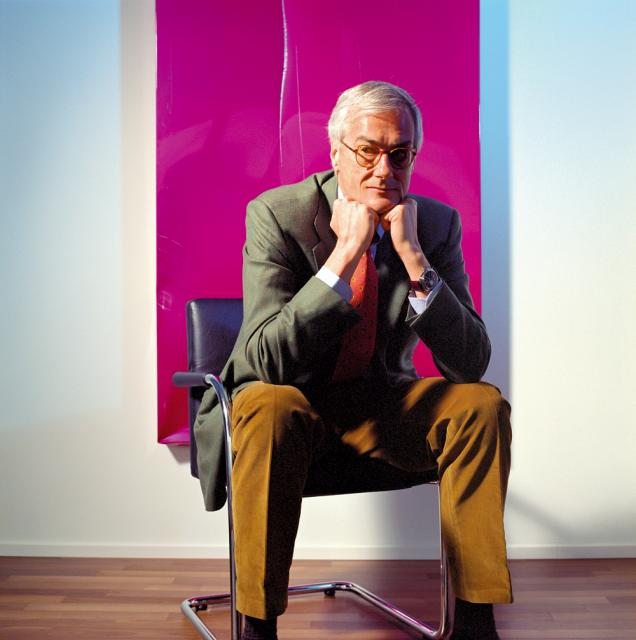
Michael Ringier (* 1949)

- Ringier, Samuel (1767–1826), Schweizer Politiker
- Ringk, Christoph (* 1960), deutscher Fußballspieler
- Ringk, Johannes (1717–1778), deutscher Komponist und Organist
- Ringkamp, Werner (* 1937), deutscher Politiker (FDP), MdB
- Ringklib, Heinrich (1819–1886), deutscher Statistiker, Kalkulator und Klosterverwalter
- Ringlage, Lambert, deutscher Elektronik-Musiker
- Ringland, Brona, irische Squashspielerin
- Ringle, Hermann (1881–1957), deutscher Politiker (SPD)
- Ringle, Johann Georg (1688–1761), deutscher Kupferstecher
- Ringleb, Ortwin (* 1949), deutscher Politiker (SPD), MdVK
- Ringleb, Otto (1875–1946), deutscher Urologe, Hochschullehrer und SS-Führer
- Ringleben, Herbert (1912–1999), deutscher Ornithologe
- Ringleben, Joachim (* 1945), deutscher lutherischer Theologe und Hochschullehrer
- Ringler, Albert von (1785–1864), Offizier und Landtagsabgeordneter
- Ringler, Dick (1934–2024), amerikanischer Anglist und Skandinavist
- Ringler, Florian (1856–1934), österreichischer Zitherspieler und Komponist
- Ringler, Josef (1893–1973), österreichischer Kunsthistoriker und Volkskundler
- Ringler, Joseph Jakob (1730–1804), Porzellanfachmann
- Ringler, Marie (* 1975), österreichische Politikerin (Grüne), Landtagsabgeordnete
- Ringler, Sandrine (* 1973), französische Fußballspielerin
- Ringler, Siegfried (* 1943), deutscher Lehrer, Germanist und Autor
- Ringler-Kellner, Ilse (1894–1958), österreichische Autorin
- Ringling, John (1866–1936), US-amerikanischer Unternehmer und Kunstsammler
- Ringlstetter, Hannes (* 1970), deutscher Komiker, Kabarettist, Musiker, TV-Moderator und AutorHannes Ringlstetter (* 1970)

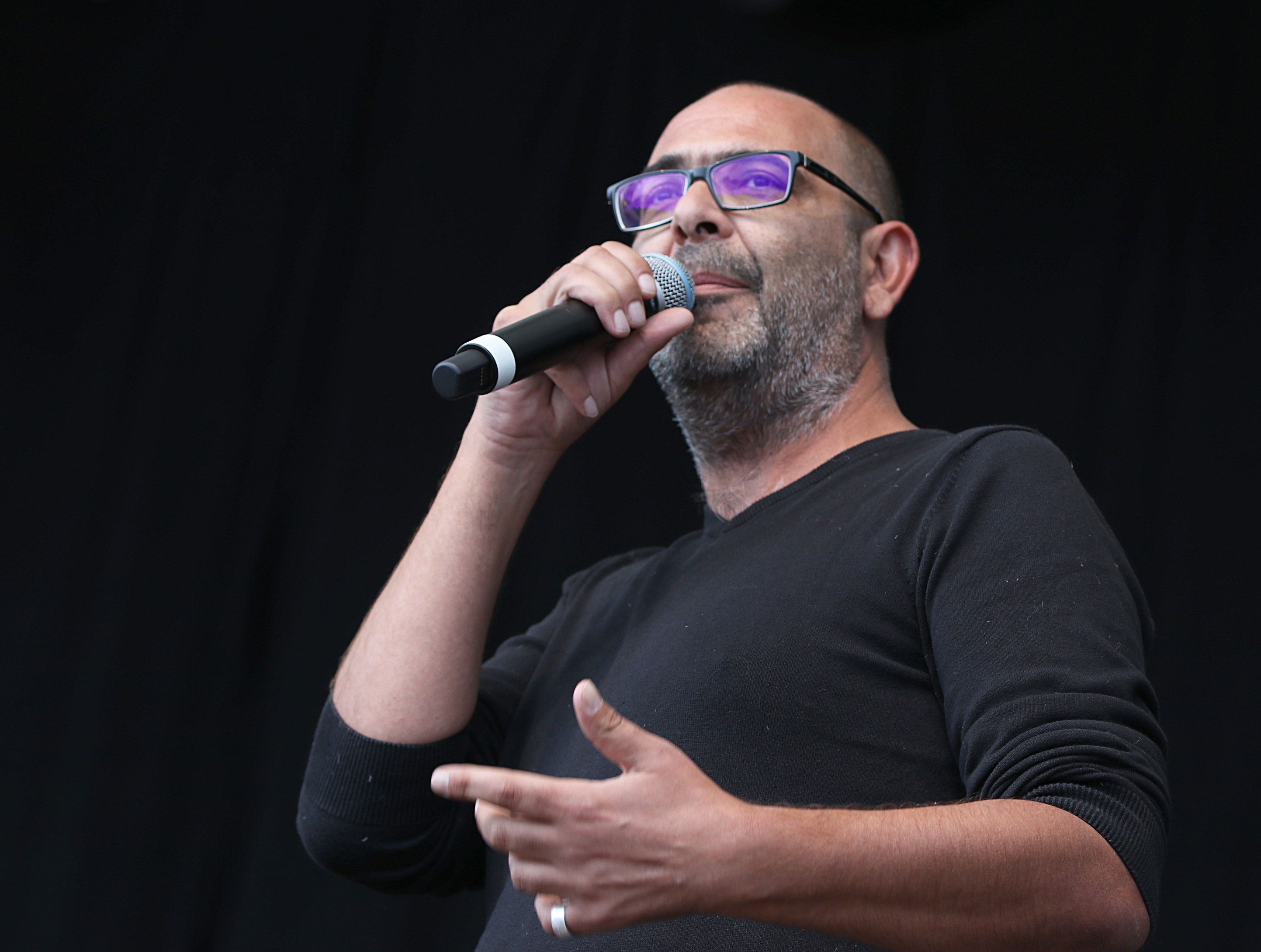
Hannes Ringlstetter (* 1970)

- Ringlstetter, Max (* 1959), deutscher Betriebswirtschaftler
- Ringmann, Matthias (1482–1511), deutscher Humanist und Philologe
- Ringnalda, Derk (1924–2004), niederländischer Politiker (Democraten66)
- Ringnér-Lundgren, Ester (1907–1993), schwedische Schriftstellerin
- Ringnes, Amund (1840–1907), norwegischer Geschäftsmann und Mäzen
- Ringnes, Ellef (1842–1929), norwegischer Unternehmer und Mäzen
- Ringnis, Jörgen († 1652), dänischer Kunsttischler und Bildschnitzer
- Ringo, Diana (* 1992), finnische Filmregisseurin und Komponistin
- Ringo, Jerome (1955–2025), US-amerikanischer Umweltschützer
- Ringo, Jim (1931–2007), US-amerikanischer American-Football-Spieler
- Ringo, John (* 1963), US-amerikanischer Science-Fiction- und Fantasy-Autor
- Ringo, Johnny (1850–1882), US-amerikanischer RevolverheldJohnny Ringo (1850–1882)

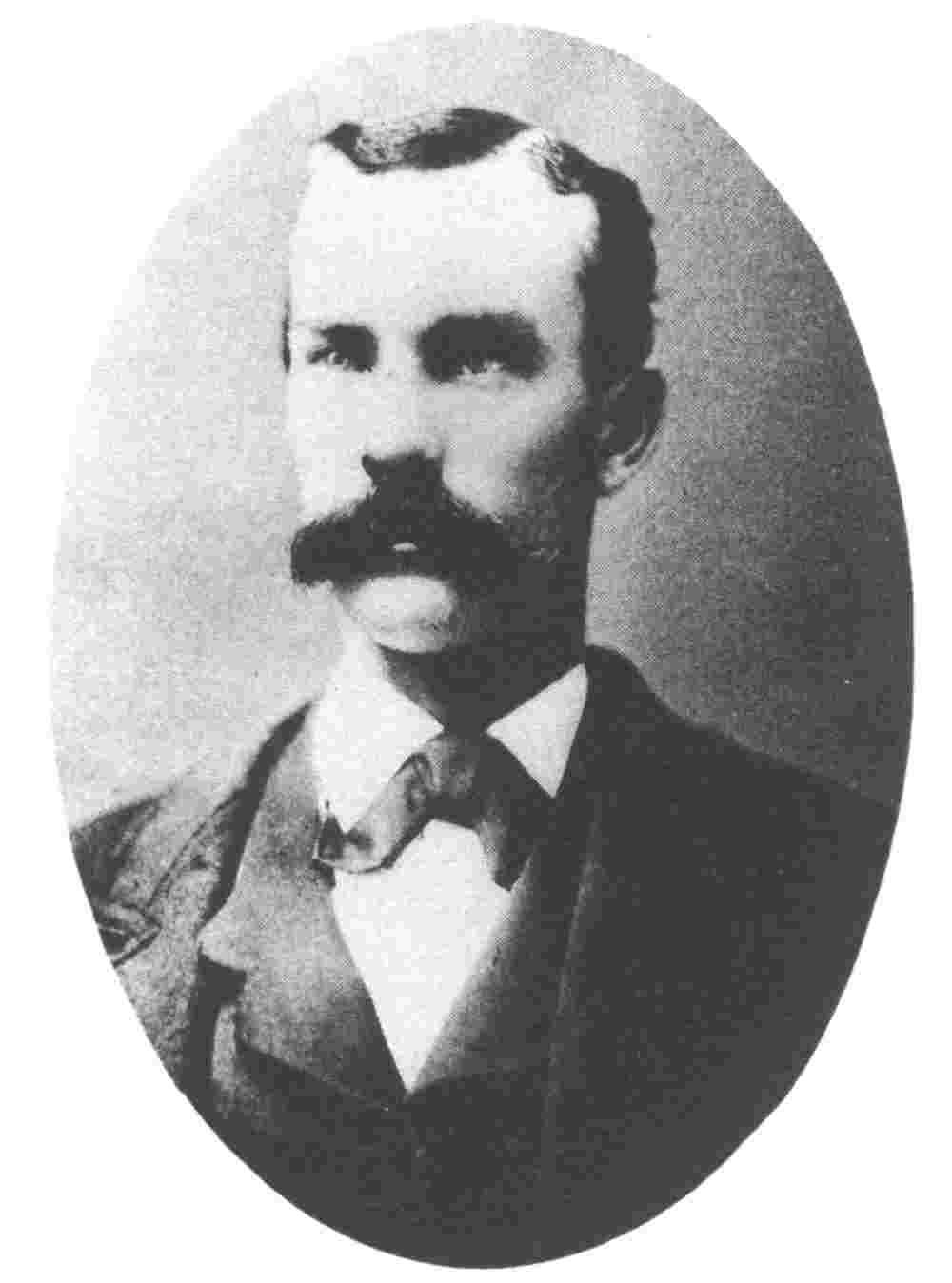
Johnny Ringo (1850–1882)

- Ringo, Josef Abramowitsch (1883–1946), russischer Wissenschaftler, Erfinder und Schriftsteller
- Ringo, Kelee (* 2002), US-amerikanischer American-Football-Spieler
- Ringo, Sheena (* 1978), japanische Sängerin, Gitarristin und Pianistin
- Ringoir, Tanguy (* 1994), belgischer Schachspieler
- Ringoltingen, Rudolf von, Schultheiss von Bern
- Ringoltingen, Thüring von († 1483), Schultheiss von Bern
- Ringpfeil, Manfred (* 1932), deutscher Chemiker und Biotechnologe
- Ringquist, Abby (* 1989), US-amerikanische Skispringerin
- Ringquist, Leif Åke (* 1942), schwedischer Diplomat
- Ringrose, Garry (* 1995), irischer Rugbyspieler
- Ringrose, John (* 1932), britischer Mathematiker
- Rings, Andrea (* 1965), deutsche Schriftstellerin
- Rings, Guido (* 1964), deutscher Hispanist, Romanist und Hochschullehrer
- Rings, Johannes (1856–1950), deutscher Politiker und Journalist
- Rings, Josef (1878–1957), deutscher Architekt, Stadtplaner und Hochschullehrer
- Rings, Percy (1901–1994), deutscher Maler, Grafiker und Bildhauer
- Rings, Werner (1910–1998), Schweizer Historiker und Journalist
- Ringsdorf, Helmut (1929–2023), deutscher Chemiker und Hochschullehrer
- Ringsdorff, Hans (1887–1951), deutscher Unternehmer
- Ringseis, Florian (* 1992), österreichischer Volleyball-Nationalspieler
- Ringseis, Johann Nepomuk von (1785–1880), deutscher Arzt
- Ringsgwandl, Elfriede (* 1961), deutsche Theaterautorin, -regisseurin und -schauspielerin
- Ringsgwandl, Erwin (* 1962), deutscher Schlossermeister und Kunstschmied, Komponist, Musiker, Fotograf, Theatertechniker und -leiter
- Ringsgwandl, Georg (* 1948), bayerischer Kardiologe, Kabarettist und LiedermacherGeorg Ringsgwandl (* 1948)

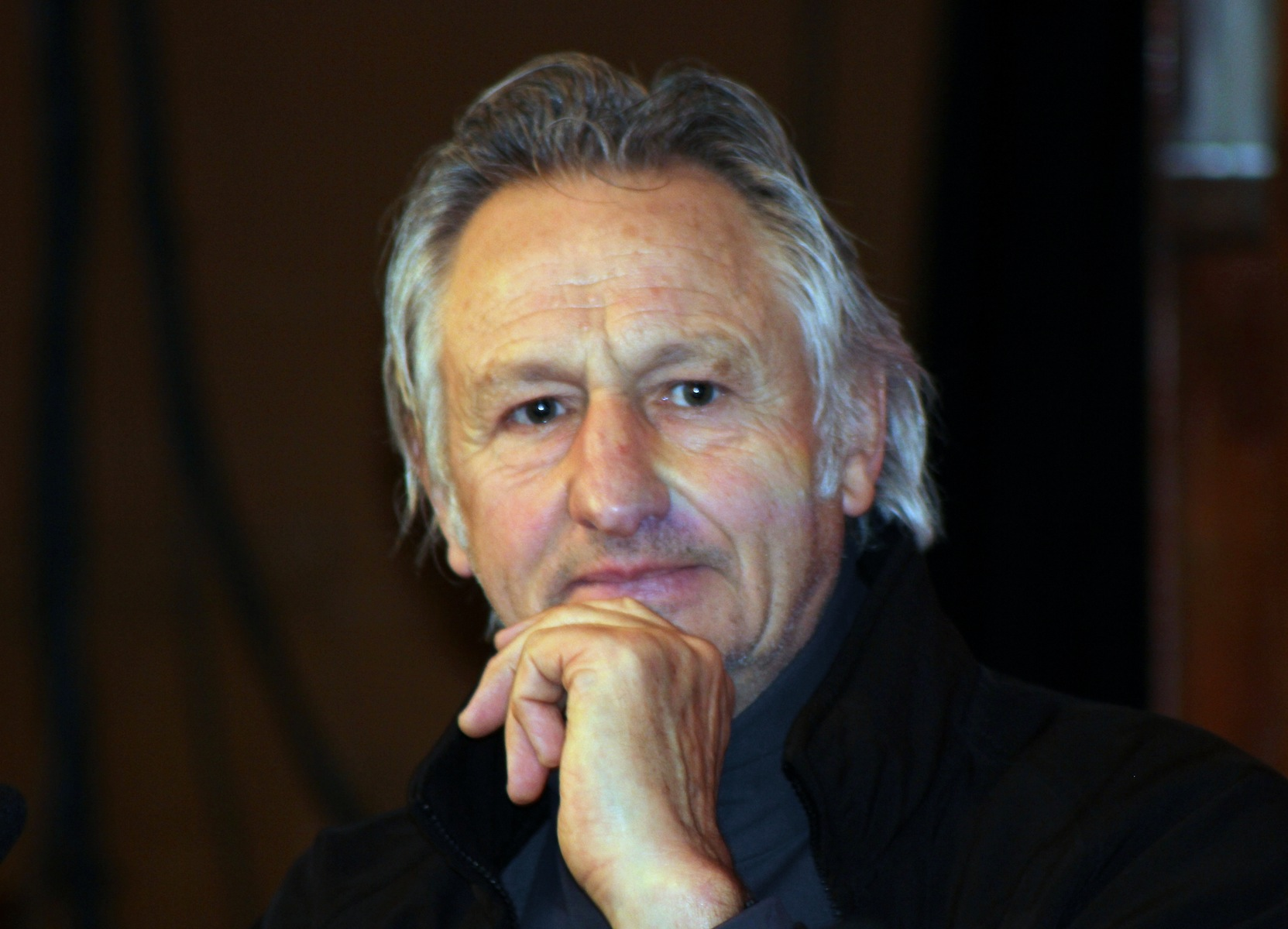
Georg Ringsgwandl (* 1948)

- Ringshausen, Friedrich (1880–1941), deutscher Politiker (NSDAP), MdR, Gauleiter
- Ringshausen, Gerhard (* 1939), deutscher Evangelischer Theologe und Religionspädagoge
- Ringshausen, Paul (1908–1999), deutscher Jurist, Gestapo-Beamter und Landrat des Dillkreises
- Ringsing, Louise (* 1996), dänische Fußballspielerin
- Ringsmose, Jens (* 1973), dänischer Politikwissenschaftler
- Ringsred, Anna (* 1984), US-amerikanische Eisschnellläuferin
- Ringsrud, Amund O. (1854–1931), US-amerikanischer Kaufmann, Geschäftsmann und Politiker
- Ringsrud, Olive A. (1892–1971), US-amerikanische Lehrerin und Politikerin
- Ringstad, Kelly (* 1974), kanadische Freestyle-Skierin
- Ringstead, Thomas († 1366), englischer Ordensgeistlicher, Bischof von Bangor
- Ringsted, Svend (1893–1975), dänischer Fußballspieler
- Ringstorff, Dagmar (* 1940), deutsche Pantomimin
- Ringstorff, Harald (1939–2020), deutscher Politiker (SPD), MdV, MdL Ministerpräsident in Mecklenburg-VorpommernHarald Ringstorff (1939–2020)

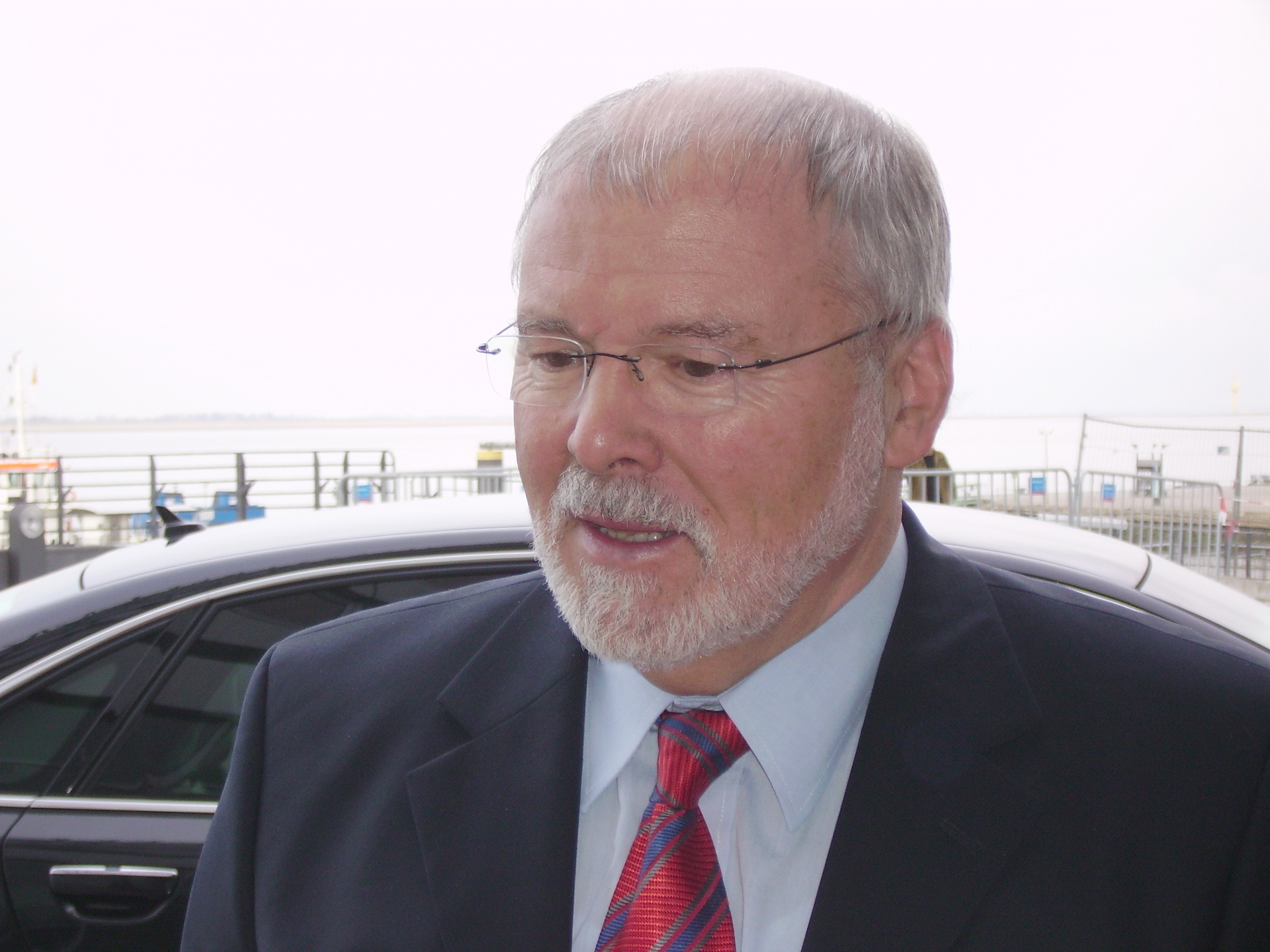
Harald Ringstorff (1939–2020)

- Ringström, William (* 2000), schwedischer Schauspieler
- Ringu Tulku (* 1952), tibetischer Lama und Gelehrter
- Ringuelet, Raúl A. (1914–1982), argentinischer Zoologe und Limnologe
- Ringuet, Léon (1858–1932), kanadischer Organist, Dirigent und Komponist
- Ringvee, Ringo (* 1968), estnischer Dichter und Religionswissenschaftler
- Ringvold, Carl junior (1902–1961), norwegischer Segler
- Ringvold, Carl senior (1876–1960), norwegischer Segler
- Ringwald, Bob (1940–2021), US-amerikanischer Jazzmusiker (Piano, Gesang)
- Ringwald, Fritz (1874–1957), Schweizer Elektroingenieur und Politiker (LPS)
- Ringwald, Klaus (1939–2011), deutscher Bildhauer
- Ringwald, Molly (* 1968), US-amerikanische Schauspielerin und SängerinMolly Ringwald (* 1968)

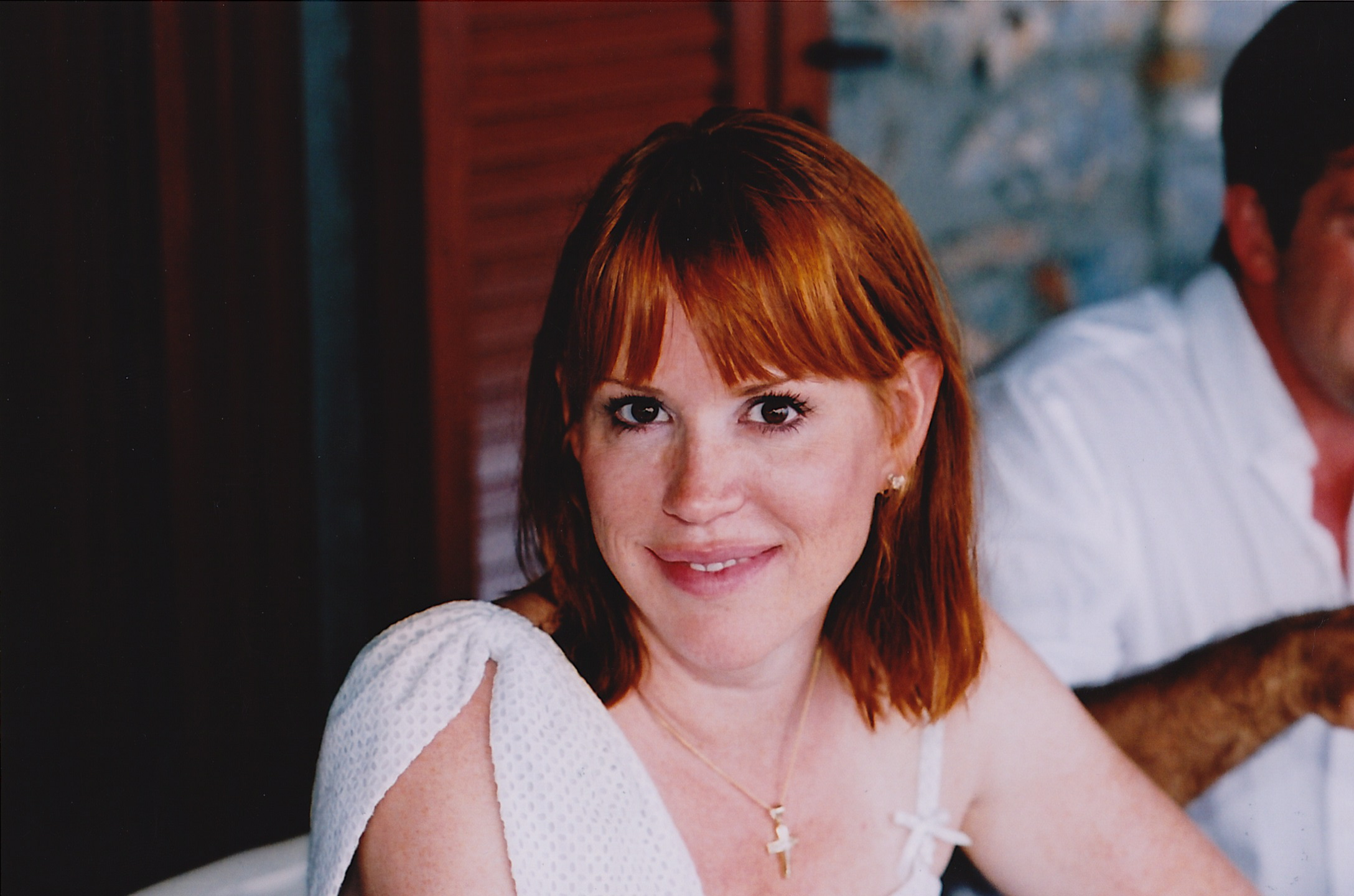
Molly Ringwald (* 1968)

- Ringwald, Sandra (* 1990), deutsche Skilangläuferin
- Ringwald, Winfried (* 1950), deutscher Ruderer
- Ringwaldt, Bartholomäus, didaktischer Dichter und lutherischer Theologe
- Ringwood, Alfred Edward (1930–1993), australischer Experimental-Geophysiker und Geochemiker
- Ringwood, Bob (* 1946), britischer Kostümbildner

### Rini
- Rini, Snyder (1948–2025), salomonischer Politiker, Premierminister der Salomonen
- Riniker, David (* 1970), Schweizer Cellist
- Riniker, Hans (1841–1892), Schweizer Politiker und Forstwissenschaftler
- Riniker, Maja (* 1978), Schweizer PolitikerinMaja Riniker (* 1978)

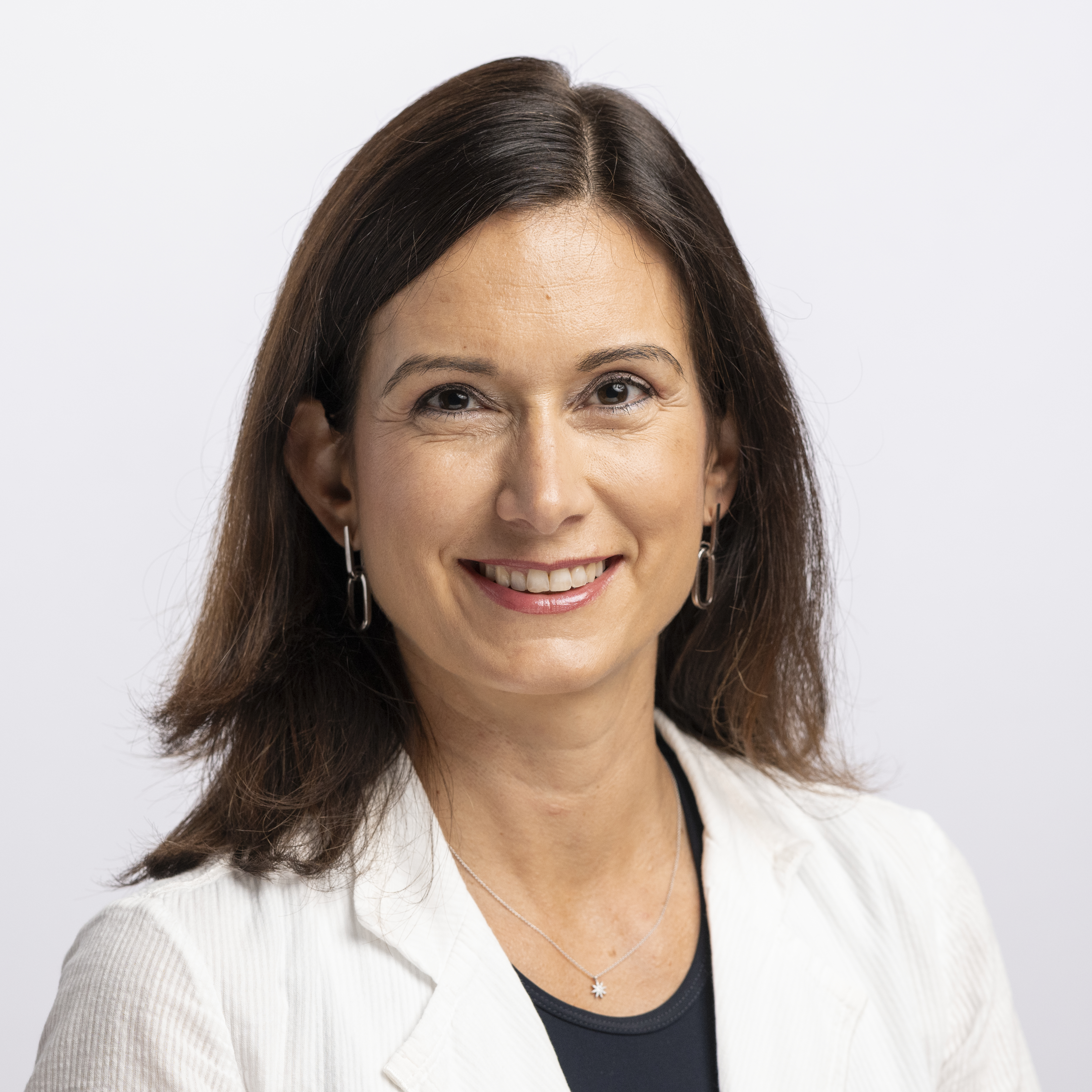
Maja Riniker (* 1978)

- Riniker, Paul (* 1946), Schweizer Journalist und Filmemacher
- Riniker, Sereina (* 1985), Schweizer Chemikerin
- Riniker-Radich, Marta (* 1982), schweizerische bildenden Künstlerin
- Riniotis, Anastasios (* 1983), griechischer Tischtennisspieler

### Rink
- Rink, Aloys (1881–1971), deutscher Politiker (KPD, SPD), hessischer Landtagsabgeordneter
- Rink, Arno (1940–2017), deutscher Maler und Hochschullehrer
- Rink, Eberhard (* 1961), deutscher Sänger, Musiker, Songwriter und Musikproduzent christlicher Popmusik
- Rink, Eucharius Gottlieb (1670–1745), deutscher Jurist und Heraldiker
- Rink, Gisela (* 1951), deutsche Politikerin (CDU), MdL
- Rink, Hermann (* 1935), deutscher Chemiker und Strahlenbiologe
- Rink, Hinrich Johannes (1819–1893), dänischer Geologe und Grönlandforscher
- Rink, Holger (* 1956), deutscher Hörspielregisseur und -dramaturg
- Rink, Joseph Alois (1756–1825), Historiker und katholisch-theologischer Schriftsteller
- Rink, Martin (* 1966), deutscher Historiker
- Rink, Michaela (* 1967), deutsche Sportschützin
- Rink, Paul (1861–1903), niederländischer Porträt- und Genremaler
- Rink, Paulo (* 1973), deutsch-brasilianischer Fußballspieler
- Rink, Roberto (* 1959), deutscher Politiker (DSU)
- Rink, Robin tom (* 1982), deutscher Musiker und Textdichter
- Rink, Signe (1836–1909), dänisch-grönländische Schriftstellerin und Ethnografin
- Rink, Sigurd (* 1960), deutscher evangelischer Theologe
- Rink, Thomas (* 1955), deutscher Bibliothekar, Musikhistoriker und Barockfagottist
- Rinka, Erich (1902–1983), deutscher Fotograf und Kommunist
- Rinke, Andreas (* 1961), deutscher Journalist und Autor
- Rinke, Barbara (* 1947), deutsche Politikerin (SPD), Oberbürgermeisterin Nordhausens und Präses der Synode der Evangelischen Kirche in Deutschland
- Rinke, Chris (* 1960), kanadischer Ringer
- Rinke, Christian, Mikrobiologe und Hochschullehrer
- Rinke, Elsbeth (1879–1960), deutsche Unternehmerin
- Rinke, Gracelyn Awad, US-amerikanische Schauspielerin
- Rinke, Hanno (* 1946), deutscher Schriftsteller, Komponist und Filmemacher
- Rinke, Ingeborg (* 1952), österreichische Politikerin (ÖVP), Landtagsabgeordneter
- Rinke, Jan (1863–1922), niederländischer Maler, Zeichner und Lithograf
- Rinke, Jürgen (* 1963), deutscher Fußballspieler
- Rinke, Klaus (* 1939), deutscher Künstler
- Rinke, Moritz (* 1967), deutscher DramatikerMoritz Rinke (* 1967)

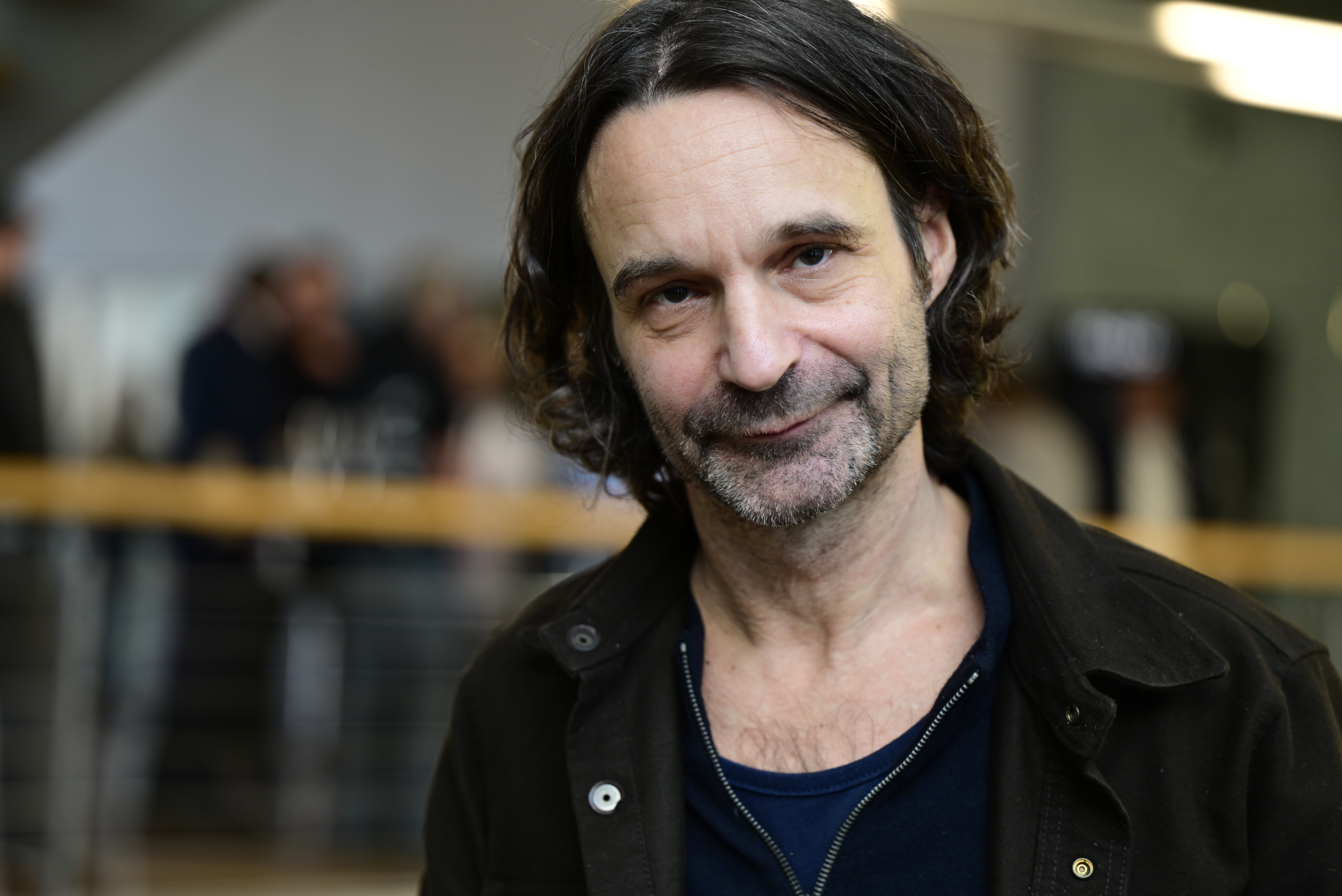
Moritz Rinke (* 1967)

- Rinke, Otto (1853–1899), deutscher Anarchist und Redakteur
- Rinke, Ralf (* 1993), deutscher Eishockeyspieler
- Rinke, Regina (* 1936), Präsidentin des Rhönklubs
- Rinke, Stefan (* 1965), deutscher Historiker
- Rinke, Walter (1895–1983), deutscher Volkswirt, Verwaltungsbeamter und Politiker (CSU), MdB
- Rinke, Wilfried (1931–2025), deutscher Brauwissenschaftler
- Rinke, Wolfgang (1943–2025), deutscher Kunsthistoriker
- Rinkel, Andreas (1889–1979), niederländischer altkatholischer Bischof
- Rinkel, Casparus Johannes (1826–1906), alt-katholischer Bischof von Haarlem
- Rinkel, Elfriede (1922–2018), deutsche Aufseherin eines Konzentrationslagers während der Zeit des Nationalsozialismus
- Rinkel, John (1905–1975), britischer Sprinter niederländischer Herkunft
- Rinken, Alfred (* 1935), deutscher Rechtswissenschaftler und Hochschullehrer, Präsident des Staatsgerichtshofs der Freien Hansestadt Bremen
- Rinkengießer, Paul († 1431), Bürgermeister von Görlitz
- Rinkens, Hans-Dieter (1942–2023), deutscher Mathematiker
- Rinkens, Wilhelm (1879–1933), deutscher Komponist und Musikdirektor
- Rinker, Al (1907–1982), US-amerikanischer Sänger und Songwriter
- Rinker, Dagmar (* 1965), deutsche Kunsthistorikerin und Hochschullehrerin
- Rinker, Felix (* 1988), deutscher Radrennfahrer
- Rinker, Tanja (* 1976), deutsche Linguistin und Hochschullehrerin
- Rinkert, Daniel (* 1987), deutscher Politiker (SPD), MdB
- Rinkes, Tessa (* 1986), deutsche Fußballspielerin
- Rinkevičius, Gintaras (* 1960), litauischer Dirigent
- Rinkevičius, Viktoras (* 1950), litauischer Politiker
- Rinkevičs, Artūrs (* 2001), lettischer Beachvolleyballspieler
- Rinkēvičs, Edgars (* 1973), lettischer Politiker, PräsidentEdgars Rinkēvičs (* 1973)

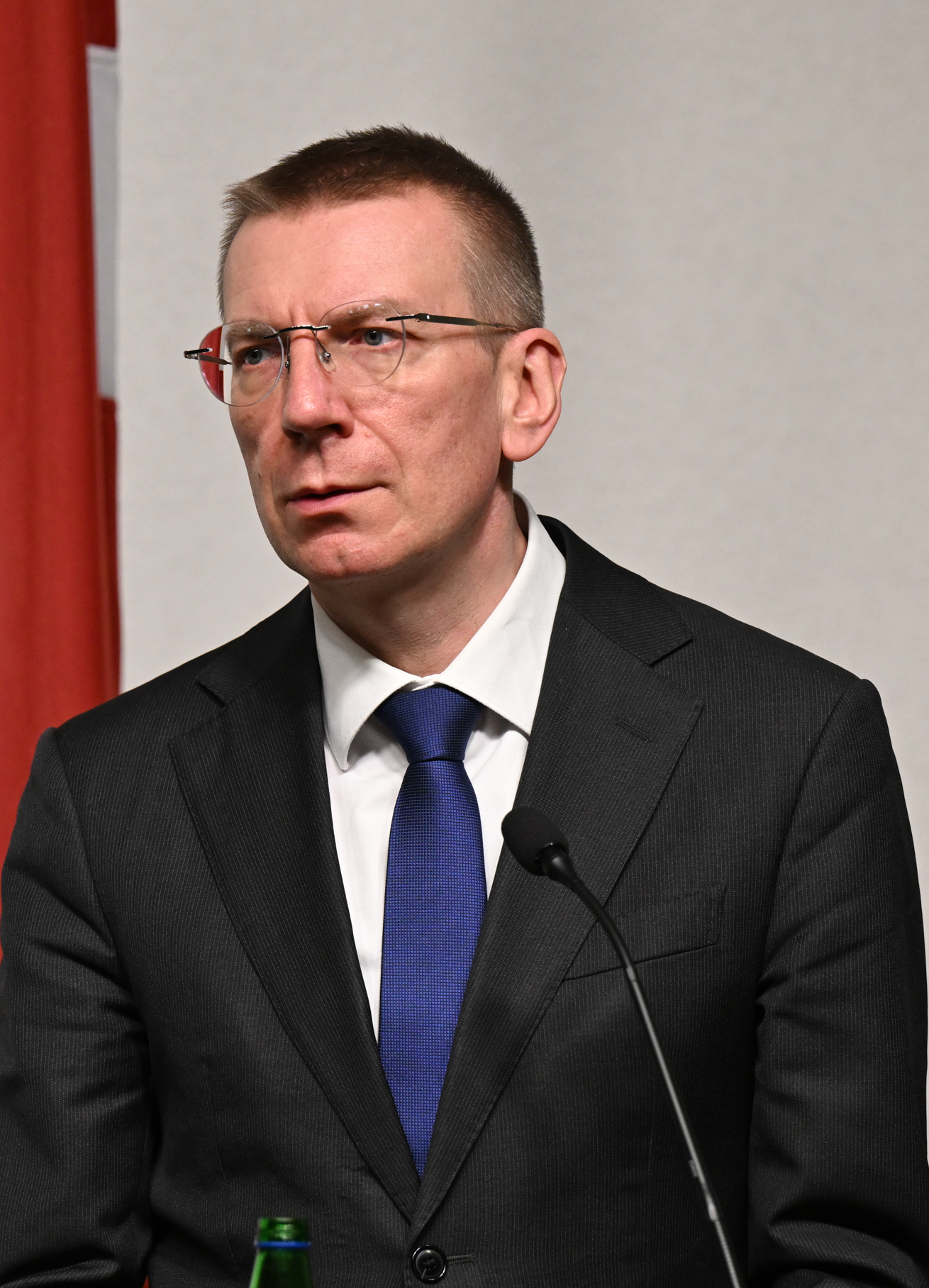
Edgars Rinkēvičs (* 1973)

- Rinkisch, Josef († 1880), österreichischer Grundbesitzer und Politiker, Landtagsabgeordneter
- Rinklebe, Jörg (* 1969), deutscher Boden- und Umweltwissenschaftler
- Rinklin, Henry (* 1957), deutscher Radrennfahrer
- Rinkowski, Paul (1915–1986), deutscher Liegeradpionier
- Rinku (* 1988), indischer Wrestler
- Rinkveld, Tore (* 1972), deutscher Graffiti- und Streetart-Künstler

### Rinm
- Rinman, Sven (1720–1792), schwedischer Bergbauexperte, Mineraloge und Chemiker

### Rinn
- Rinn, Albert (1934–2019), deutscher Radsporttrainer und Radsportler
- Rinn, Angela (* 1961), deutsche evangelische Theologin
- Rinn, Charlie (1937–2016), deutscher Schauspieler
- Rinn, Danuta (1936–2006), polnische Sängerin und Schauspielerin
- Rinn, Hans (1899–1993), deutscher Bankmanager und Industrieller
- Rinn, Hans (* 1953), deutscher Rennrodler
- Rinn, Louis (1838–1905), französischer Jurist und Offizier
- Rinn, Ludwig (1870–1958), deutscher Unternehmer
- Rinna, Lisa (* 1963), US-amerikanische Schauspielerin und ModeratorinLisa Rinna (* 1963)

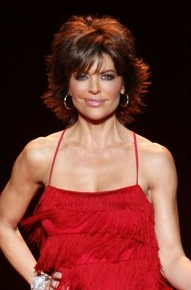
Lisa Rinna (* 1963)

- Rinnan, Arne (* 1940), norwegischer Kapitän der MS Tampa, Träger der Nansen-Medaille
- Rinne, Antti (* 1962), finnischer Politiker und Gewerkschaftsfunktionär
- Rinne, Artur (1910–1984), estnischer Sänger
- Rinne, Benita (* 1956), deutsche Schauspielerin
- Rinne, Cia (* 1973), finnlandschwedische Autorin und Künstlerin
- Rinne, Cornelius (* 1955), deutscher Zeichner, Illustrator und Künstler
- Rinne, Eberhard (1938–2023), deutscher Richter am Bundesgerichtshof
- Rinne, Fanny (* 1980), deutsche HockeyspielerinFanny Rinne (* 1980)

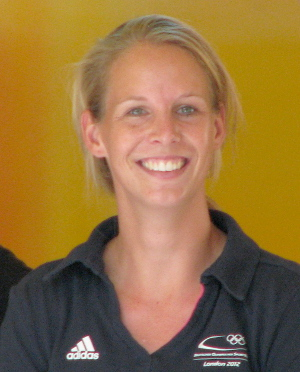
Fanny Rinne (* 1980)

- Rinne, Friedrich (1863–1933), deutscher Mineraloge, Kristallograph und Petrograph
- Rinne, Friedrich Heinrich (1852–1924), deutscher Chirurg
- Rinne, Heinrich (1882–1953), deutscher Politiker (SPD), MdL
- Rinne, Heinrich Adolf (1819–1868), deutscher Otologe
- Rinne, Hermann (1861–1929), deutscher Politiker (DDP), MdL
- Rinne, Horst (1939–2023), deutscher Wirtschaftswissenschaftler
- Rinne, Johannes Wilho (1923–2010), finnischer orthodoxer Geistlicher, Metropolit von Karelien und Finnland
- Rinne, Joonas (* 1995), finnischer Mittelstreckenläufer
- Rinne, Pekka (* 1982), finnischer Eishockeytorwart
- Rinne, Simo (1941–2015), finnischer Eisschnellläufer
- Rinne, Taru (* 1968), finnische Motorradsportlerin
- Rinnebach, Olga (1899–1957), deutsche Kabarettistin, Diseuse und Musikerin
- Rinnekangas, Rene (* 1999), finnischer Snowboarder
- Rinner, Adi (* 1938), österreichischer Komponist und Dirigent
- Rinner, Benjamin (* 1976), deutscher Fotograf und Künstler
- Rinner, Bernhard (* 1970), österreichischer Politiker (ÖVP)
- Rinner, Claudine (* 1965), französische Amateurastronomin
- Rinner, Daniel (* 1990), liechtensteinischer Straßenradrennfahrer
- Rinner, Erich (1902–1982), deutscher Politiker (SPD)
- Rinner, Erich (* 1960), österreichischer Solotrompeter
- Rinner, Ernst Christian (* 1961), österreichischer Komponist und Musikpädagoge
- Rinner, Felix (1911–1976), österreichischer Sprinter
- Rinner, Hans (1963–2018), österreichischer Unternehmer und Fußballfunktionär
- Rinner, Karl (1912–1991), österreichischer Geodät, langjähriger Hochschullehrer in Berlin und Graz sowie Zivilingenieur
- Rinner, Lukas Valenta (* 1985), österreichischer Filmregisseur
- Rinner, Sylvia (* 1962), österreichische Politikerin (SPÖ), Abgeordnete zum Nationalrat
- Rinnert, Christoph (* 1957), deutscher Komponist, Produzent und Musiker
- Rinnerthaler, Alfred (* 1951), österreichischer Kirchenrechtler
- Rinnerthaler, Florian (* 1982), österreichischer Judoka
- Rinnerthaler, Reinhard (* 1949), österreichischer Verlagsleiter, Autor, Kolumnist und Kabarettist
- Rinnhofer, Günter (* 1945), deutscher Fotograf
- Rinnhofer, Roland (* 1979), österreichischer Fußballspieler
- Rinnooy Kan, Alexander (* 1949), niederländischer Mathematiker

### Rino
- Rinofner-Kreidl, Sonja (* 1965), österreichische Philosophin
- Rinong Pamg, Pandelela (* 1993), malaysische Wasserspringerin
- Rinow, Willi (1907–1979), deutscher Mathematiker

### Rinp
- Rinpoche, Khandro (* 1967), indische Lama

### Rins
- Rins, Álex (* 1995), spanischer MotorradrennfahrerÁlex Rins (* 1995)

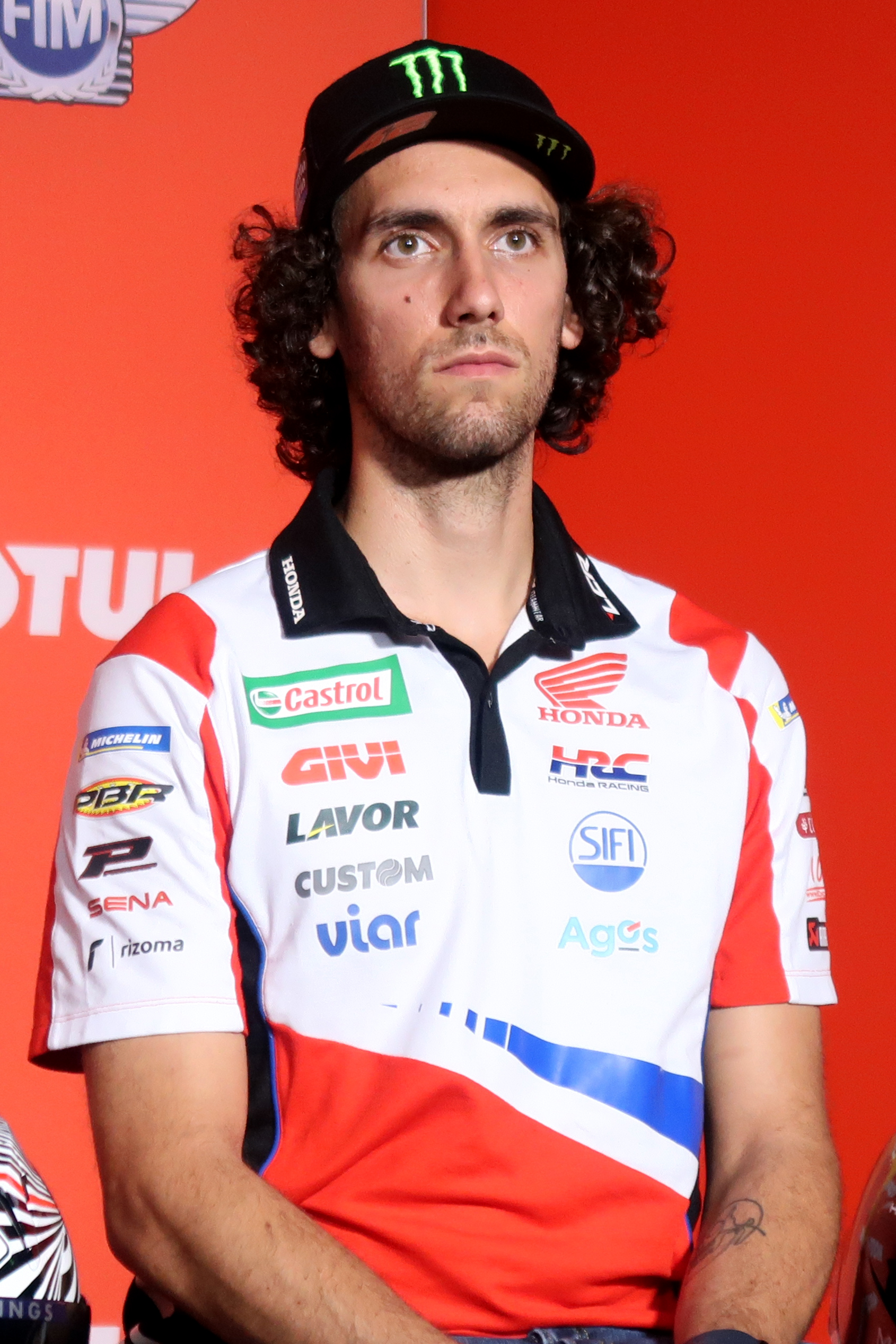
Álex Rins (* 1995)

- Rinsch, Hans (1893–1974), deutscher Politiker (CDU), MdL Rheinland-Pfalz
- Rinsche, Franz (1885–1948), deutscher mundartlicher Schriftsteller
- Rinsche, Günter (1930–2019), deutscher Politiker (CDU), MdL, MdB, MdEP
- Rinsche, Luise (1894–1977), deutsche Politikerin (SPD)
- Rinschede, Gisbert (1941–2024), deutscher Geograph und Hochschullehrer
- Rinsema, Evert (1880–1958), niederländischer Dichter
- Rinser, Christoph (1940–2024), deutscher Autor, Herausgeber und Übersetzer
- Rinser, Luise (1911–2002), deutsche SchriftstellerinLuise Rinser (1911–2002)

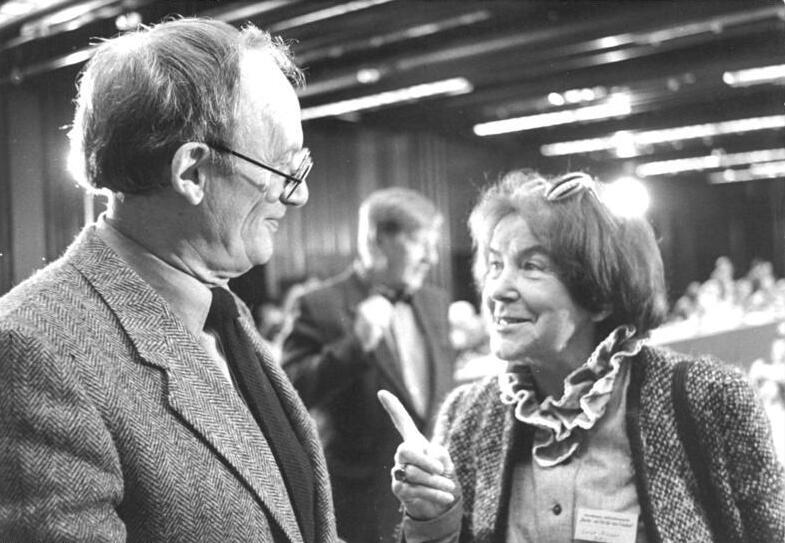
Luise Rinser (1911–2002)

- Rinsum, Anton van (1891–1973), deutscher Wasserbauingenieur und Hochschullehrer
- Rinswerger, Wolfgang (1658–1721), Abt von Kloster Michelfeld, Schuldramatiker und Katholischer Theologe

### Rint
- Rint, Curt (1903–1994), österreichisch-deutscher Fachjournalist für Funktechnik
- Rint, František, tschechischer Holzschnitzer und Tischler
- Rint, Johann (1814–1900), österreichischer Bildhauer und Holzschnitzer
- Rint, Josef (1838–1876), österreichischer Bildhauer und Holzschnitzer
- Rintala, Paavo (1930–1999), finnischer Schriftsteller
- Rintala, Toni (* 1999), finnischer Unihockeyspieler
- Rintamäki, Jussi (1935–2025), finnischer Leichtathlet
- Rintan, Apriliana (* 1985), indonesische Badmintonspielerin
- Rintanen, Kimmo (* 1973), finnischer Eishockeyspieler und -trainer
- Rintanen, Mauno (1925–2000), finnischer Fußballspieler
- Rintaro (* 1941), japanischer Anime-Regisseur
- Rinteenpää, Olavi (1924–2022), finnischer Hindernisläufer
- Rintelen, Anton (1876–1946), österreichischer Jurist und Politiker (CSP), Abgeordneter zum Nationalrat, Mitglied des BundesratesAnton Rintelen (1876–1946)

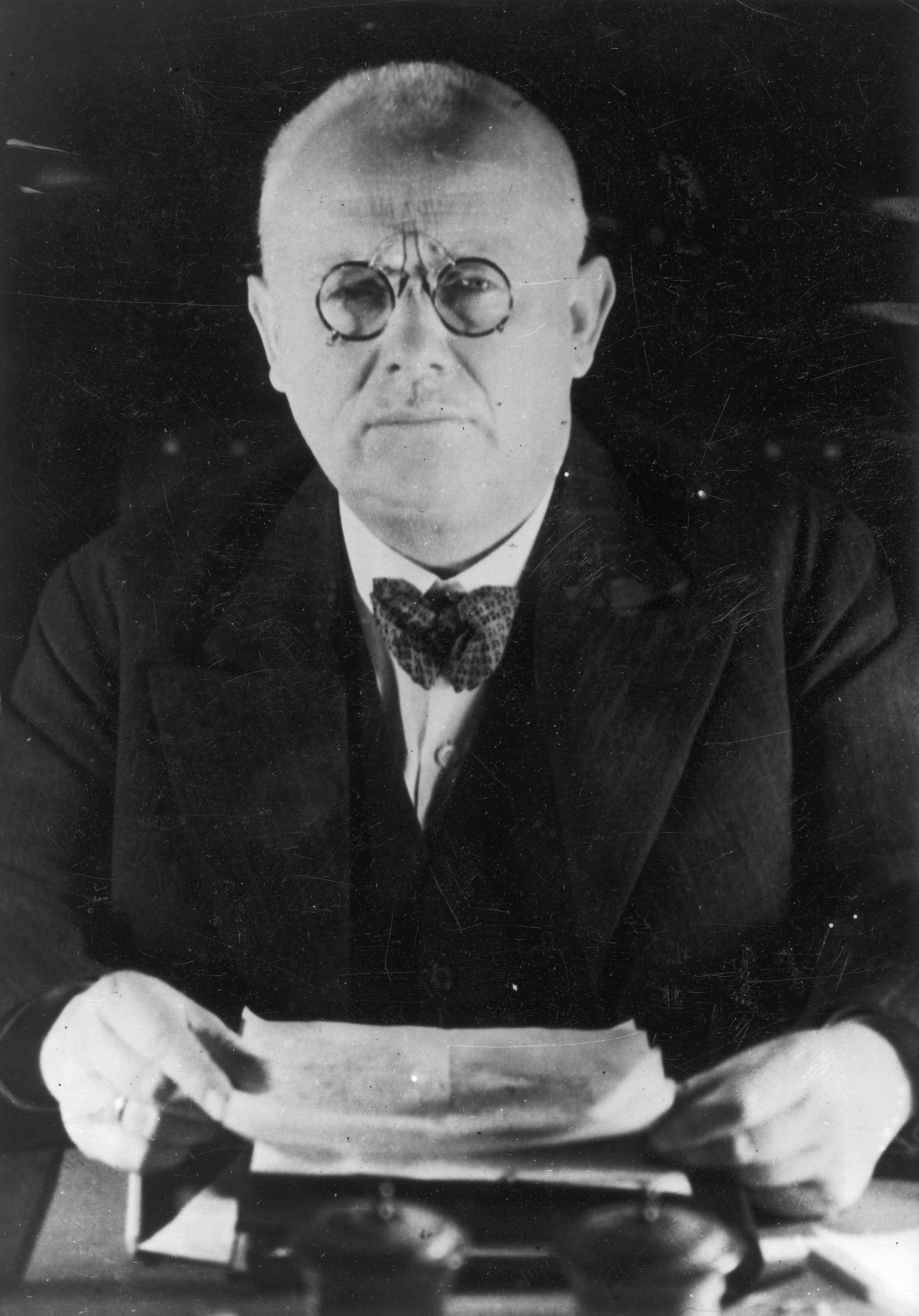
Anton Rintelen (1876–1946)

- Rintelen, Anton Franz Andreas (1772–1847), deutscher Rittergutsbesitzer, Amtmann und Hypothekenbewahrer (Conservateur)
- Rintelen, Emil von (1897–1981), deutscher Diplomat und Botschafter
- Rintelen, Enno von (1891–1971), deutscher Offizier und General der Infanterie im Zweiten Weltkrieg
- Rintelen, Ferdinand (1839–1930), preußischer Landrat der Landkreise Daun (1876–1881) und Bernkastel (1881–1903)
- Rintelen, Franz von (1878–1949), deutscher Offizier und Spion
- Rintelen, Friedrich (1836–1907), deutscher Jurist und Politiker
- Rintelen, Friedrich (1881–1926), deutscher Kunsthistoriker
- Rintelen, Friedrich Maria (1899–1988), deutscher Geistlicher, Weihbischof im Erzbistum Paderborn in Magdeburg
- Rintelen, Fritz-Joachim von (1898–1979), deutscher Philosoph und Hochschullehrer
- Rintelen, Max (1880–1965), österreichischer Jurist und Rechtshistoriker
- Rintelen, Otto (1836–1868), preußischer Verwaltungsbeamter und Landrat
- Rintelen, Paul (1904–1985), deutscher Agrarökonom
- Rintelen, Viktor (1826–1908), deutscher Jurist und Politiker (Zentrum), MdR
- Rintelen, Wilhelm (1797–1869), preußischer Jurist und Politiker
- Rintelen, Wilhelm von (1855–1938), preußischer Generalleutnant
- Rintels, David W. (* 1939), US-amerikanischer Drehbuchautor und Fernsehproduzent
- Rintoul, David (* 1948), schottischer SchauspielerDavid Rintoul (* 1948)

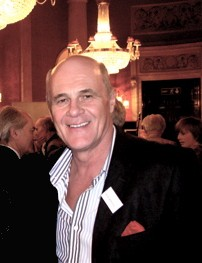
David Rintoul (* 1948)

- Rintsch, Johann Gottlieb (1788–1867), deutscher Theologe, Superintendent und Oberpfarrer
- Rintschen, Bjambyn (1905–1977), mongolischer Schriftsteller

### Rinu
- Rinuccini, Ottavio (1563–1621), italienischer Dichter und Librettist

### Rinz
- Rinz, Sebastian (1782–1861), deutscher Stadtgärtner in Frankfurt am Main
- Rinzin, Rinzin (* 1969), bhutanischer Autor und ehemaliger Politiker
- Rinzler, Lisa (* 1955), US-amerikanische Kamerafrau und Fotografin